# Кімі Ряйкконен
Кі́мі Ма́тіас Ря́йкконен (також Ра́йкконен, Рейкконен; фін. Kimi-Matias Räikkönen, МФА: [ˈkimi ˈmɑtiɑs ˈræikːønen]; 17 жовтня 1979, Еспоо) — фінський автогонщик, чемпіон світу з автоперегонів у класі Формула-1 2007 року[⇨] і двічі віцечемпіон світу (у 2003[⇨] та 2005[⇨] роках). Відомий під псевдонімами Айсмен (англ. Iceman) та Король Спа (англ. The King of Spa). У сезонах 2007—2009[⇨] та 2014—2018[⇨] років виступав за команду «Феррарі». Наприкінці 2018 року перейшов у команду «Заубер», перейменовану перед початком сезону 2019 року в «Альфа-Ромео»[⇨]. 1 вересня 2021 року Ряйкконен оголосив про завершення гоночної кар'єри у Формулі-1 наприкінці сезону 2021 року.
З 2009 року брав активну участь у ралійних перегонах: на Ралі Фінляндії дебютував у чемпіонаті світу з ралі (WRC)[⇨]. У 2011 році заснував власну ралійну команду, «Ice 1 Racing». Також Ряйкконен брав участь у перегонах NASCAR, дебютувавши в команді Kyle Busch Motorsports у серії Camping World Truck Series[⇨].
Журнал Forbes поставив Ряйкконена на 26 позицію у списку найбільш високооплачуваних знаменитостей та на 5 місце в списку найбільш високооплачуваних спортсменів 2008 року і піднявся на 2-ге у 2009 році.

## Кар'єра

### Рання кар'єра (до 2000)
Кімі Ряйкконен народився 17 жовтня 1979 року в Еспоо, Фінляндія. З десяти років Ряйкконен брав участь у змаганнях з картингу. Його перші перегони за межами Фінляндії пройшли в Монако, у віці 15 років. Під час перегонів у Ряйкконена зламалося кермо, але він продовжив змагання, проінформувавши свого механіка відчайдушно розмахуючи кермовим колесом у повітрі на фінішній прямій. Наступні перегони Ряйкконена в Монако стали також пам'ятними: внаслідок зіткнення на першому колі фіна відкинуло в огорожу безпеки смуги зустрічного руху, але пілот продовжив рух аж до сходу з траси. Не розгубившись, він вивів свій карт назад на трасу і змагався далі. Механік Ряйкконена думав, що він зійшов з дистанції, але фін зрештою наздогнав конкурентів і фінішував третім. У 1999 році він став віцечемпіоном картингової серії Формула Супер А. Того ж року виграв зимову серію британської Формули Рено, здобувши перемогу в чотирьох перегонах. У 2000 році Ряйкконен домінував у регулярному чемпіонаті Формули Рено — здобув 7 перемог у 12 перегонах.

### Формула-1 (2001—2009)

#### Заубер (2001)

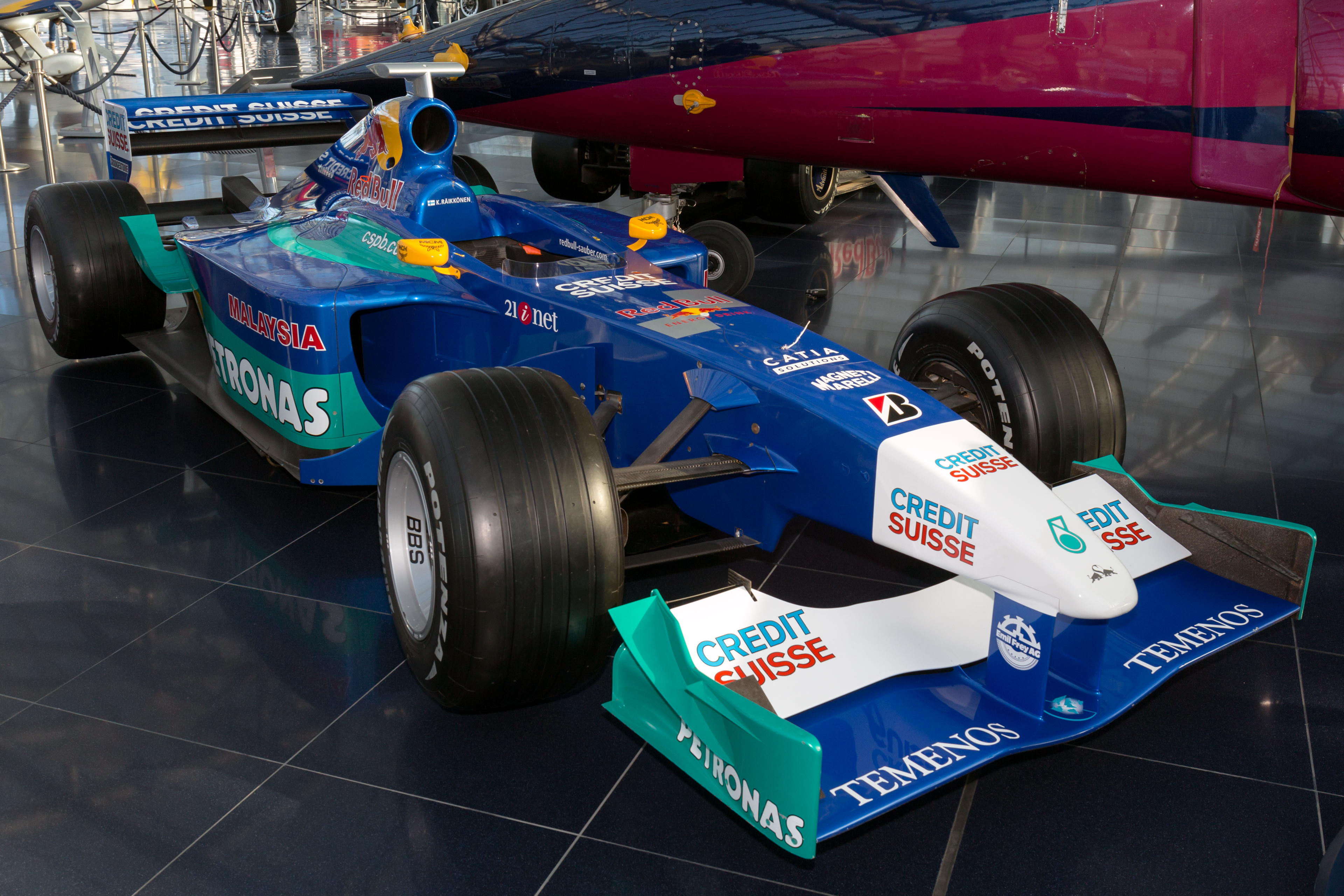
Болід Sauber C20 Кімі Ряйкконена

Після успішних виступів у Формулі Рено Петер Заубер, власник команди «Заубер», запропонував Ряйкконену взяти участь у тестах боліда Формули-1 у вересні 2000 року на автодромі Муджелло. Після вдалих тестів у Хересі та Барселоні Заубер підписав з Ряйкконеном контракт на сезон 2001 року. Проте деякі критики (серед них президент FIA Макс Мослі) висловили занепокоєння з приводу видачі суперліцензії пілоту, який провів всього 23 перегони в схожих гоночних серіях і не має достатнього досвіду. Але згодом FIA все ж видала гонщикові тимчасову ліцензію і вже у перших перегонах сезону, Гран-прі Австралії, фін зміг фінішувати в очковій зоні, що стало успіхом для команди «Заубер», яка не входила до числа фаворитів сезону. За 30 хвилин перед своїм першим Гран-прі у Формулі-1 Ряйкконен ще спав.
Надалі Ряйкконен набирав очки ще в трьох Гран-прі, і закінчив чемпіонат на 10 місці з 9 очками. Його досвідченіший партнер по команді, Нік Гайдфельд, також виступив добре і набрав 12 очок у сезоні. Це дозволило команді Заубера посісти найкраще за всю її історію четверте місце в кубку конструкторів.

#### Мак-Ларен (2002—2006)
Результати Ряйкконена в сезоні 2001 року справили враження на власника команди «Мак-Ларен» Рона Денніса, і він запросив фінського гонщика в свою команду на місце, що звільнилося після відходу з Формули-1 земляка Кімі, дворазового чемпіона світу Мікі Гаккінена. На рішення обрати Ряйкконена сильно вплинув Гаккінен, який неодноразово казав Рону Деннісу: «Якщо ти хочеш перемогти, обери фіна».

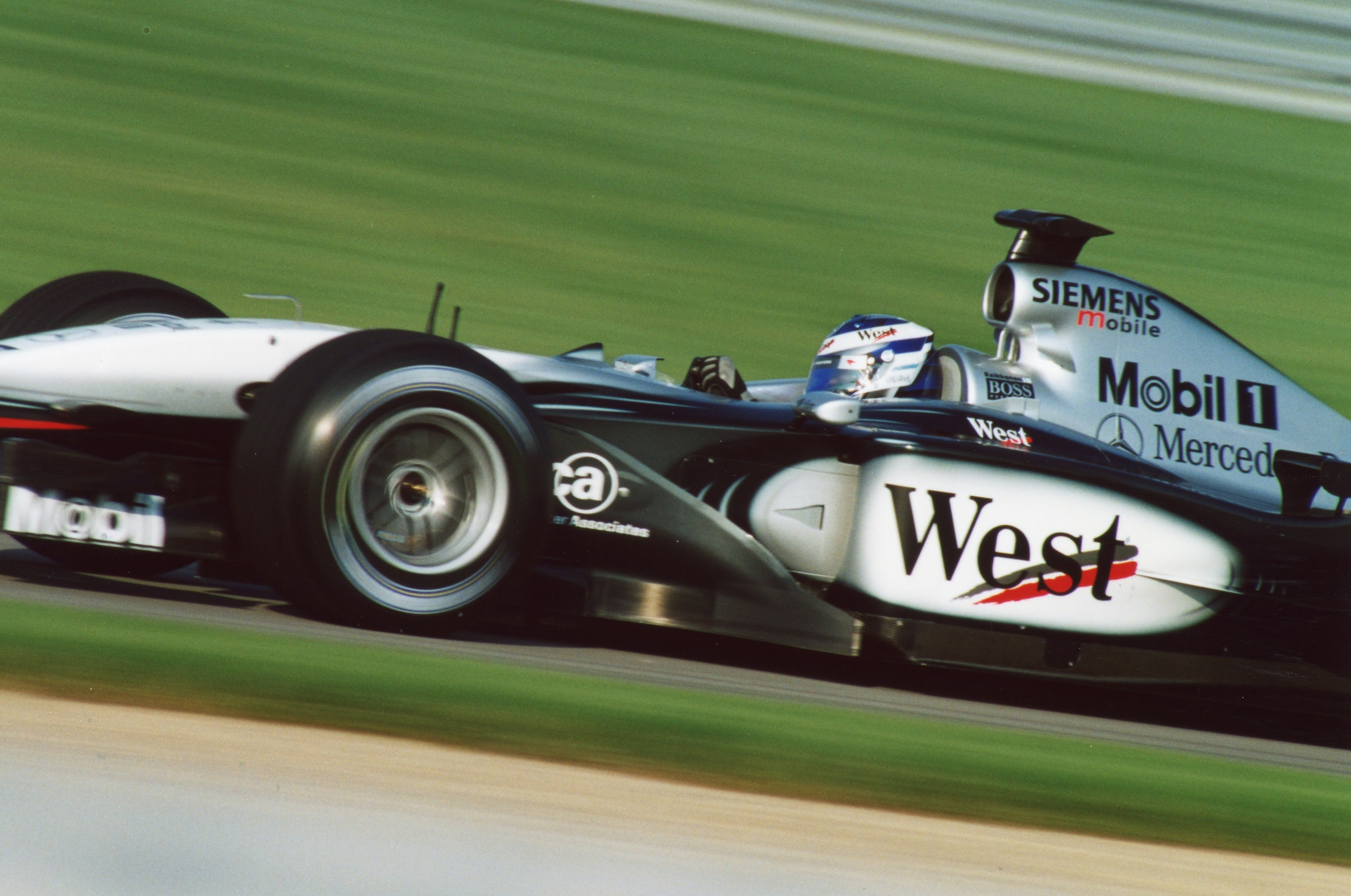
Ряйкконен на Гран-прі США 2002 року

##### 2002
У перших перегонах з Мак-Лареном, Гран-прі Австралії, Ряйкконен фінішував третім, вперше піднявшись на подіум. У подальших перегонах показував досить хороші результати і тримався на рівні свого більш досвідченого напарника Девіда Култхарда. Він був близьким до своєї першої перемоги на Гран-прі Франції, але вилетів з траси після того, як його машина проїхала по маслу, що залишилося на асфальті від згорілого мотора пілота «Тойоти» Алана Мак-Ніша; після цього Ряйкконен зміг повернутися до перегонів, але посів лише друге місце. Однак машини «Мак-Ларена» в тому сезоні часто не могли завершити перегони через те, що мотори «Мерседес» не відрізнялися надійністю і не витримували всю дистанцію перегонів. Ряйкконен зійшов з траси в 10 перегонах з 17, набрав лише 24 очки і завершив чемпіонат на шостому місці. Удвох з Култхардом вони вибороли третє місце для «Мак-Ларена» в кубку конструкторів.

##### 2003
На перших перегонах сезону, Гран-прі Австралії, Ряйкконен кваліфікувався на 15 місці, використовуючи запасну машину. Незважаючи на це, в гонці він зміг прорватися на перше місце і лідирував до тих пір, поки не був покараний за перевищення швидкості на піт-лейні. Залишок перегонів він провів у впертій боротьбі за третє місце з Міхаелем Шумахером і зміг випередити його, фінішувавши третім з різницею всього 0,3 секунди.
На наступних перегонах, Гран-прі Малайзії, Ряйкконен здобув свою першу перемогу у Формулі-1. Він стартував з сьомого місця, але шляхом майже безпомилкового пілотування, а також збігу інших факторів: зіткнення пілотів попереду, Шумахера і Труллі, кращої тактики піт-стопів — зміг захопити лідерство і утримати його.

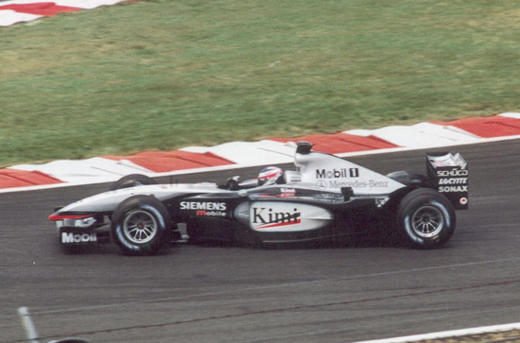
Ряйкконен під час Гран-прі Франції 2003 року

Треті перегони, Гран-прі Бразилії, проходили під час дуже сильного дощу, і були зупинені після 55 кола, через зіткнення Фернандо Алонсо з колесом від боліда Марка Веббера, яке з'явилося на трасі після аварії останнього колом раніше. Стюарди перегонів вирішили зупинити їх. В цьому випадку переможцем вважається гонщик, який був лідером за 2 кола до зупинки, і спочатку ним оголосили Ряйкконена. Але подальший аналіз виявив, що лідер перегонів Джанкарло Фізікелла, який обійшов Ряйкконена якраз на 54 колі через помилку Кімі, починав 56 коло в момент зупинки перегонів, і тому переможця потрібно визначати за результатами 54 кола, а не 55, як це зробила FIA. У підсумку перемогу віддали Фізікеллі, Ряйкконен залишився другим. Надалі команди вдосконалювали свої боліди, а «Мак-Ларену» ніяк не вдавалося стабілізувати свій новий McLaren MP4-18, і її гонщики продовжували використовувати модифікацію торішнього боліда, MP4/17D.

На Гран-прі Сан-Марино Ряйкконен посів друге місце, а в наступному Гран-прі Іспанії вибув з перегонів на старті: у кваліфікації він не зміг показати швидке коло і був змушений починати перегони з останнього місця, і на старті врізався в болід Антоніо Піццонія, у якого заглух мотор. На Гран-прі Австрії Ряйкконен знову став другим, захистивши свою позицію від постійних атак Рубенса Баррікелло. У Монако Кімі був близьким до перемоги, але поступився Хуану-Пабло Монтоя трохи більше секунди. У Канаді фін знову вилетів з траси у кваліфікації і стартував з останнього місця, але зміг закінчити перегони шостим.

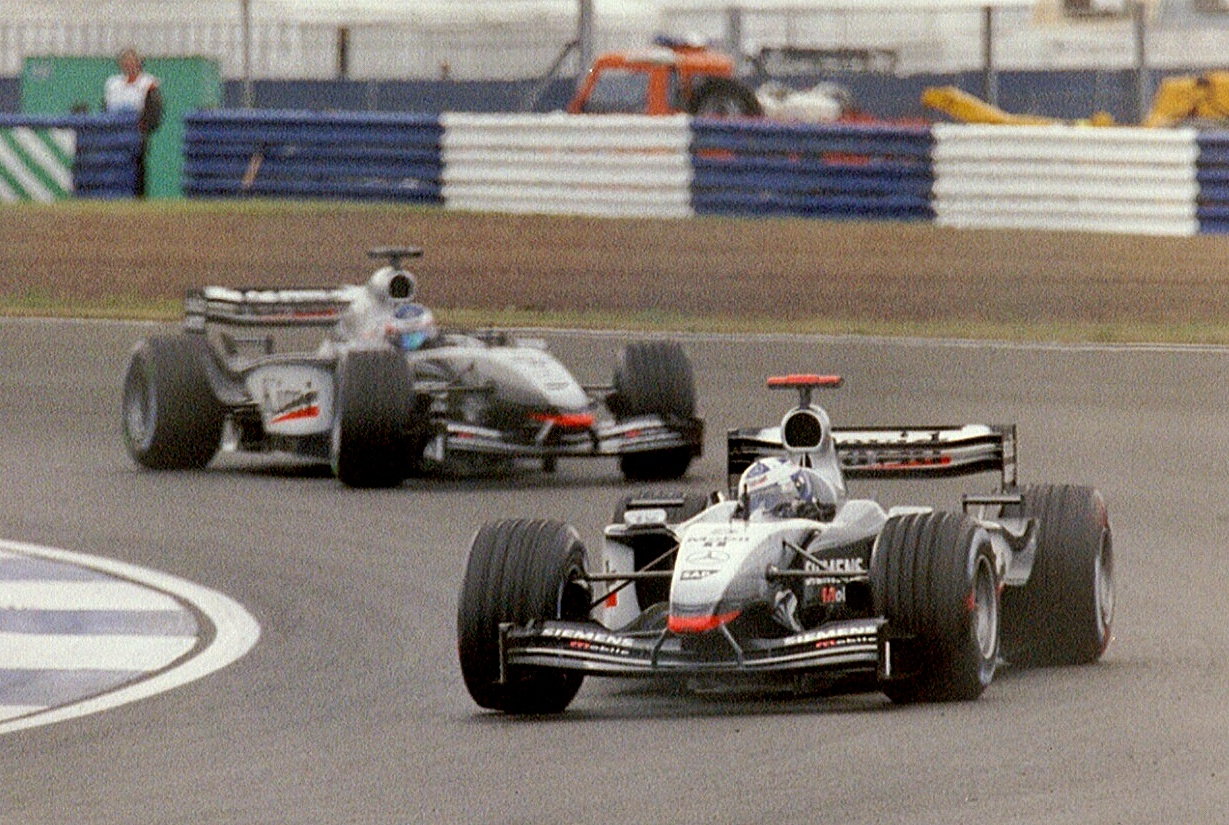
Девід Култхард (позаду) та Кімі Ряйкконен (спереду) на трасі Сільверстоун у 2003 році

Залишок сезону пройшов в щільній боротьбі між Ряйкконеном, Шумахером і Монтоєю. На Гран-прі Європи Ряйкконен стартував з поула і лідирував до 25 кола, коли на його машині згорів мотор. На Гран-прі Франції Шумахер фінішував третім, а Ряйкконен четвертим; на Гран-Прі Великої Британії третім був Ряйкконен, а четвертим — Шумахер. На Гран-прі Німеччини Кімі не зміг фінішувати через зіткнення в першому повороті з Баррікелло і Ральфом Шумахером, потім на Гран-прі Угорщини посів друге місце.
Перед Гран-прі Італії вибухнув скандал через шини «Michelin», які виявилися не цілком відповідними нормативам FIA. Компанія «Michelin» вимушена була в терміновому порядку поставляти командам нові шини, які показували трохи гірші результати. Це вплинуло зокрема й на команду «Мак-Ларен», яка стала ще більше програвати у швидкості «Феррарі», що використала шини «Bridgestone». На Гран-прі Італії Шумахер здобув перемогу, а Ряйкконен посів лише четверте місце. Потім на Гран-прі США Ряйкконен стартував з поула і довгий час лідирував, але через дощ не зміг утримати позицію, поступився лідерством Шумахеру і фінішував другим.
Доля чемпіонату вирішувалася в останній гонці в Японії, де Шумахеру достатньо було набрати одне очко для перемоги в чемпіонаті. Ряйкконен стартував з восьмого місця і фінішував другим, а Шумахер посів восьме місце, набравши якраз одне очко. Монтоя ці перегони не завершив, і в підсумку чемпіоном став Шумахер, Ряйкконен посів друге місце, а Монтоя — третє.
У 2004 році нагороджений премією Лоренцо Бандіні, як найуспішніший дебютант у Формули-1 попереднього сезону.

##### 2004

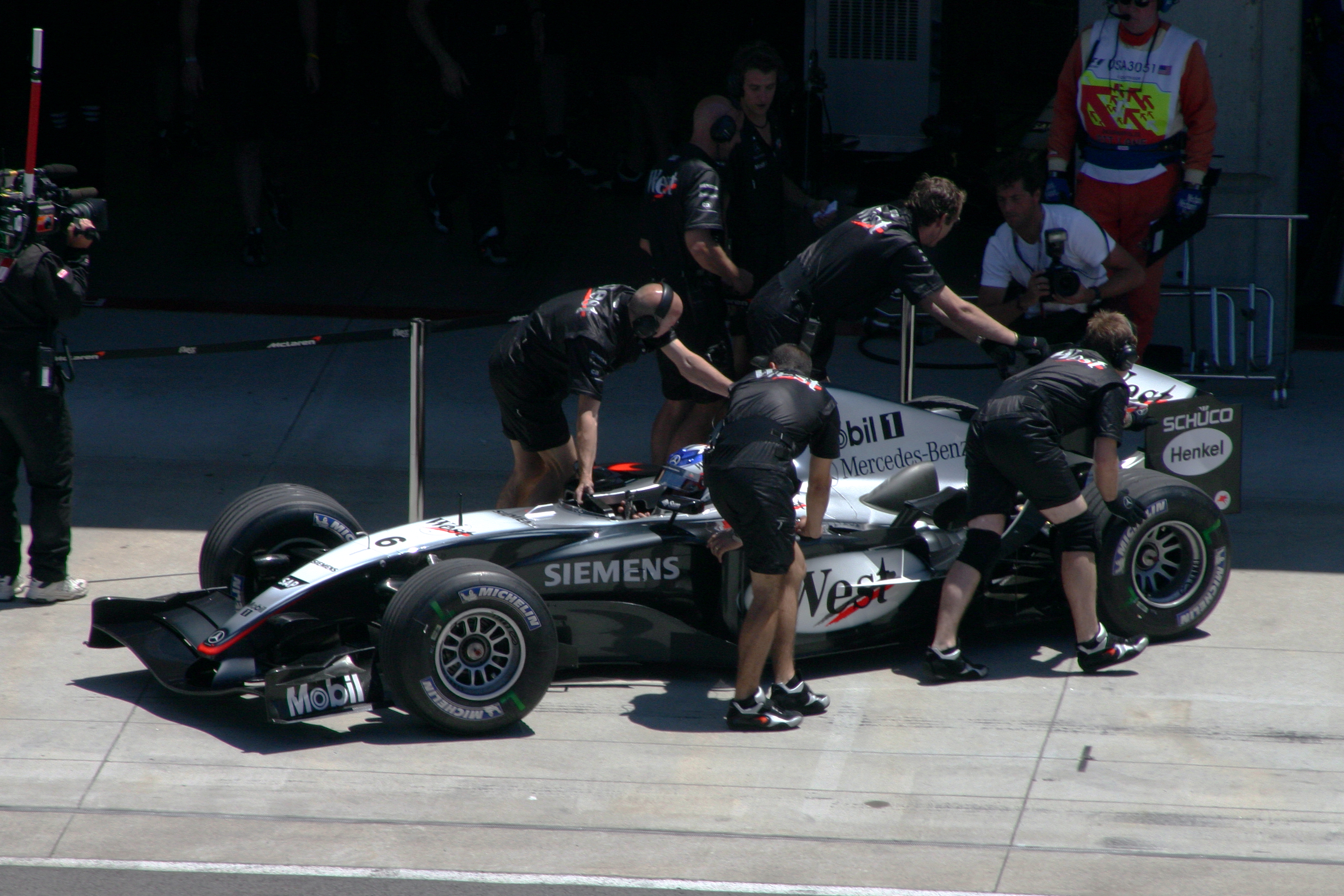
Механіки «Мак-Ларен» штовхають болід MP4-19 Ряйкконена в бокси під час кваліфікації на Гран-прі США 2004 року.

Початок сезону 2004 року склався для команди «Мак-Ларен» вкрай невдало. Машину MP4/18 так і не довели до працездатного стану, а часу перед початком сезону на розробку нової машини вже не залишалося. Команда почала сезон з машиною MP4/19, яка становила, по суті, MP4/18, у якій нашвидкуруч виправили лише найсуттєвіші недоліки. Ця машина поступалася конкурентам й у швидкості, й у надійності. У перших семи перегонах сезону Ряйкконен фінішував лише два рази і набрав одне очко.
Паралельно йшла розробка нової машини, яка дебютувала в Гран-прі Франції з індексом MP4-19B. У цих перегонах Ряйкконен фінішував сьомим, але потім на Гран-прі Великої Британії завоював поул і фінішував другим слідом за Міхаелем Шумахером. Але, хоча нова машина була швидкою, їй бракувало надійності, і на Гран-прі Німеччини та Угорщини Ряйкконен не зміг фінішувати.
Єдину перемогу в сезоні 2004 року Кімі здобув на Гран-прі Бельгії. Він кваліфікувався на 10 місці, але до 11 кола вже йшов першим. У другій половині гонки Ряйкконену доводилося відбивати постійні атаки Міхаеля Шумахера. Через аварії на трасу тричі виходила машина безпеки, і перевага перед Шумахером, яку накопичував Ряйкконен, втрачалася. Однак Ряйкконен виграв всі три рестарти перегонів, не давши Шумахеру можливості для обгону. Це були одні з трьох перегонів сезону, які були виграні не пілотами команди «Феррарі».
У наступному Гран-прі Італії Ряйкконен знову зійшов через проблеми з електронікою, потім став третім в Китаї, відставши від переможця Рубенса Баррікелло всього на 1,4 секунди. В Японії на першому колі стався контакт машин Ряйкконена і Феліпе Маси, через що у фіна виникли проблеми з керуванням, але, попри це, він зміг закінчити гонку на шостому місці. На останніх перегонах сезону, Гран-прі Бразилії, після довгої боротьби за лідерство з Хуаном Пабло Монтоя Ряйкконен фінішував другим. За підсумками сезону Ряйкконен набрав 45 очок в чемпіонаті й закінчив його на сьомому місці.

##### 2005
Старт сезону 2005 року також не став для Ряйкконена вдалим. Боліди «Мак-Ларен» не могли набрати достатню швидкість у кваліфікації через те, що шини «Michelin» не встигали прогріватися, в результаті, у кваліфікаціях перед першими трьома гонками найкращим досягненням команди «Мак-Ларен» стало лише шосте місце на старті. До того ж, в перших перегонах сезону, Гран-прі Австралії, Ряйкконен заглух на старті й насилу зміг набрати одне очко, фінішувавши на восьмому місці. Потім на Гран-прі Малайзії фін довго йшов третім і мав хороші шанси на подіум, але на його машині лопнуло колесо, і він відкотився за межі очкової зони. Лише в Бахрейні Ряйкконен, стартувавши дев'ятим, зміг прорватися на третє місце і завоював перший в сезоні подіум.

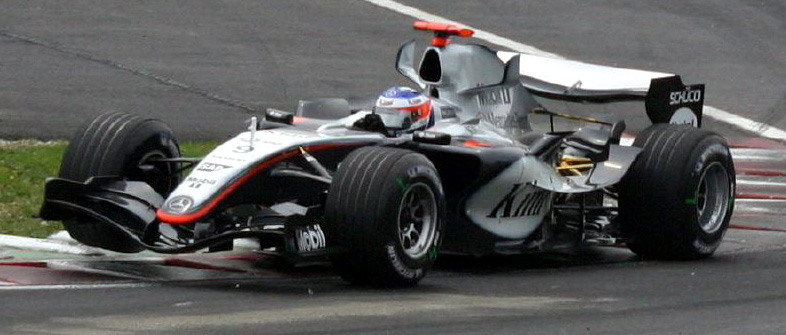
Ряйкконен на Гран-прі Канади 2005 року

У кваліфікаціях перед наступними трьома перегонами: Гран-прі Сан-Марино, Іспанії та Монако — Ряйкконен завойовував перші місця. На Гран-прі Сан-Марино він був близьким до перемоги, але через поломку карданного валу був змушений зійти; в Іспанії і Монако Ряйкконен переміг, скоротивши своє відставання від лідера чемпіонату Фернандо Алонсо до 22 очок. У наступному Гран-прі Європи до останнього кола лідирував, але потім підвіска переднього колеса зламалася, і він вилетів з траси в першому повороті фінального кола гран-прі. Поламку підвіски викликало те, що при обгоні Жака Вільнева Ряйкконен перегальмував, і на його колесі утворилася пласка ділянка, яка викликала сильну вібрацію. У сезоні 2005 року зміна коліс дозволялася тільки у випадку сильного пошкодження колеса, і, оскільки проколу не було, команда не зважилася замінити колесо, побоюючись санкцій. Після цього інциденту FIA випустила роз'яснення до правил, в якому явно дозволялося вважати пошкодженим колесо з пласкою ділянкою.

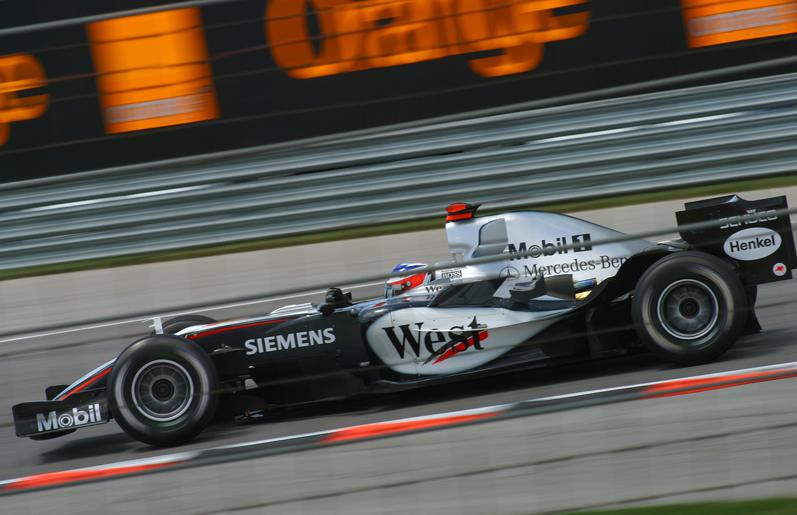
Кімі під час Гран-прі США 2005 року

Гран-прі Канади Ряйкконен знову виграв, після першої в сезоні значної помилки Алонсо. Наступний Гран-прі США затьмарився новим інцидентом з шинами «Michelin», які виявилися непідготовленими до особливостей траси в Індіанаполісі. Після того, як у вільних заїздах в одному і тому ж місці сталися дві серйозні аварії, всі команди, які використовували шини Michelin, включаючи «Мак-Ларен», вирішили не стартувати в гонці. У перегонах взяли участь всього 6 машин, — найменше число за всю історію Формули-1.
У двох наступних перегонах Ряйкконен отримав штраф з втратою 10-ти місць на стартовій решітці за зміну мотора перед кваліфікацією. Попри це, у Франції він фінішував другим, а у Великій Британії — третім. На Гран-прі Німеччини Ряйкконен домінував протягом усього вікенду і лідирував у перегонах, але зійшов через поломку гідравлічної системи. Це був його третій схід в сезоні в той момент, коли він лідирував, і у всіх трьох випадках після цього перемагав його основний суперник в чемпіонаті — Фернандо Алонсо. Наступні після цього перегони, Гран-прі Угорщини, Кімі виграв, але на пресконференції сказав, що є шанси на те, що після закінчення контракту з «Мак-Лареном» в 2006 році він піде в іншу команду, якщо надійність машин не підвищиться. Ряйкконен виграв також перше в історії Формули-1 Гран-прі Туреччини. Потім на Гран-прі Італії він здобув поул-позицію, але знову був оштрафований на 10 позицій за зміну мотора; у перегонах завдяки гарній стратегії фін зміг прорватися на п'яте місце, але незабаром після цього розшарувалося заднє колесо на його машині, після його зміни Ряйкконен змушений був зробити кілька складних обгонів, і закінчив перегони лише четвертим.
На Гран-прі Бельгії Ряйкконен у другому сезоні поспіль здобув перемогу. На Гран-прі Бразилії точилася вперта боротьба між Алонсо, Ряйкконеном і Монтоєю, в результаті якої Кімі фінішував другим. Передостанні перегони сезону, Гран-прі Японії, стали одними з найкращих перегонів Ряйкконена — він зміг виграти їх, стартувавши з 17 місця (через складні дощові умови у кваліфікації).
Згодом фінішувавши другим в Китаї, Ряйкконен виявився на другому місці й за підсумками чемпіонату, відставши на 21 очко від Алонсо.
Після сезону Кімі неодноразово названий у пресі «пілотом року», в тому числі такими авторитетними журналами як «F1 Racing» і «Autosport».

##### 2006

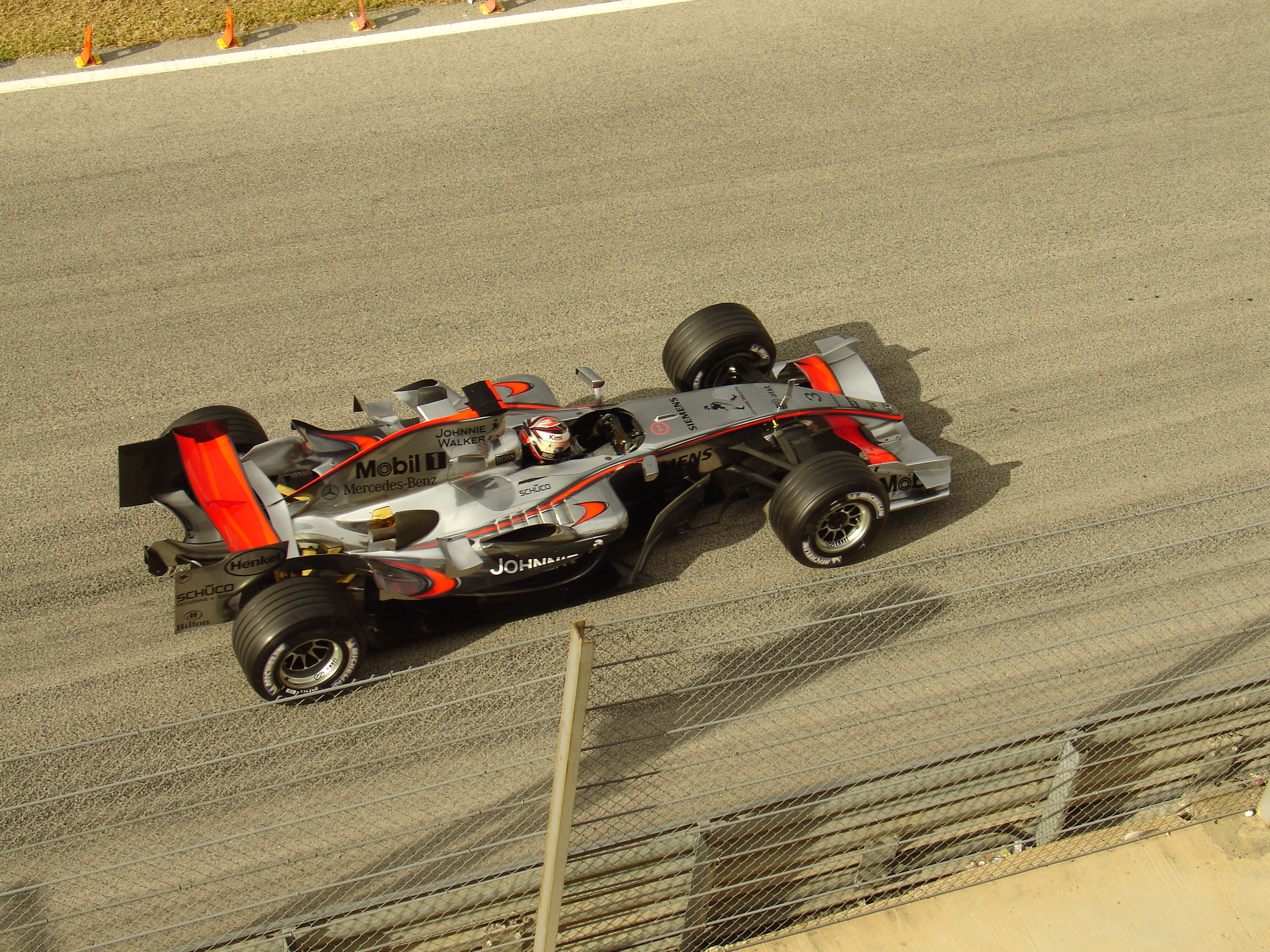
Кімі Ряйкконен на передсезонних тестах у Валенсії на початку 2006 року

Першими перегонами 2006 року стало Гран-прі Бахрейну, оскільки Гран-прі Австралії перенесли через збіг з іграми британської Співдружності. Ряйкконен стартував з останнього місця через злам задньої підвіски у кваліфікації, але, незважаючи на це, прорвався і фінішував третім. На Гран-прі Малайзії в машину Кімі на першому ж колі врізався ззаду Крістіан Клін, через що обидві машини вибули з перегонів. Алонсо переміг у першій гонці сезону, а в наступних фінішував другим, слідом за своїм партнером по команді Джанкарло Фізікеллою, і, таким чином, «Мак-Ларен» виявився практично в тій же ситуації, що і в попередньому сезоні. Потім на Гран-прі Австралії Ряйкконен фінішував другим і встановив найкраще коло в перегонах, але, наперекір цьому, все ж знову був позаду Алонсо в особистому заліку.
Потім результати Кімі погіршилися. На Гран-прі Сан-Марино він припустився помилки у кваліфікації і зайняв лише 8 місце на старті, через що зміг фінішувати лише п'ятим. Власник команди Рон Денніс після цього Гран-прі сказав, що причиною невдачі стало недостатньо добре пілотування Кімі. Потім на Гран-прі Іспанії Ряйкконен кваліфікувався ще гірше — на дев'ятому місці, на старті перегонів зміг поліпшити свою позицію до п'ятого місця і протримався на ньому до фінішу. Через кілька днів після цього Кімі зізнався, що не сподівається виграти чемпіонат 2006 року.

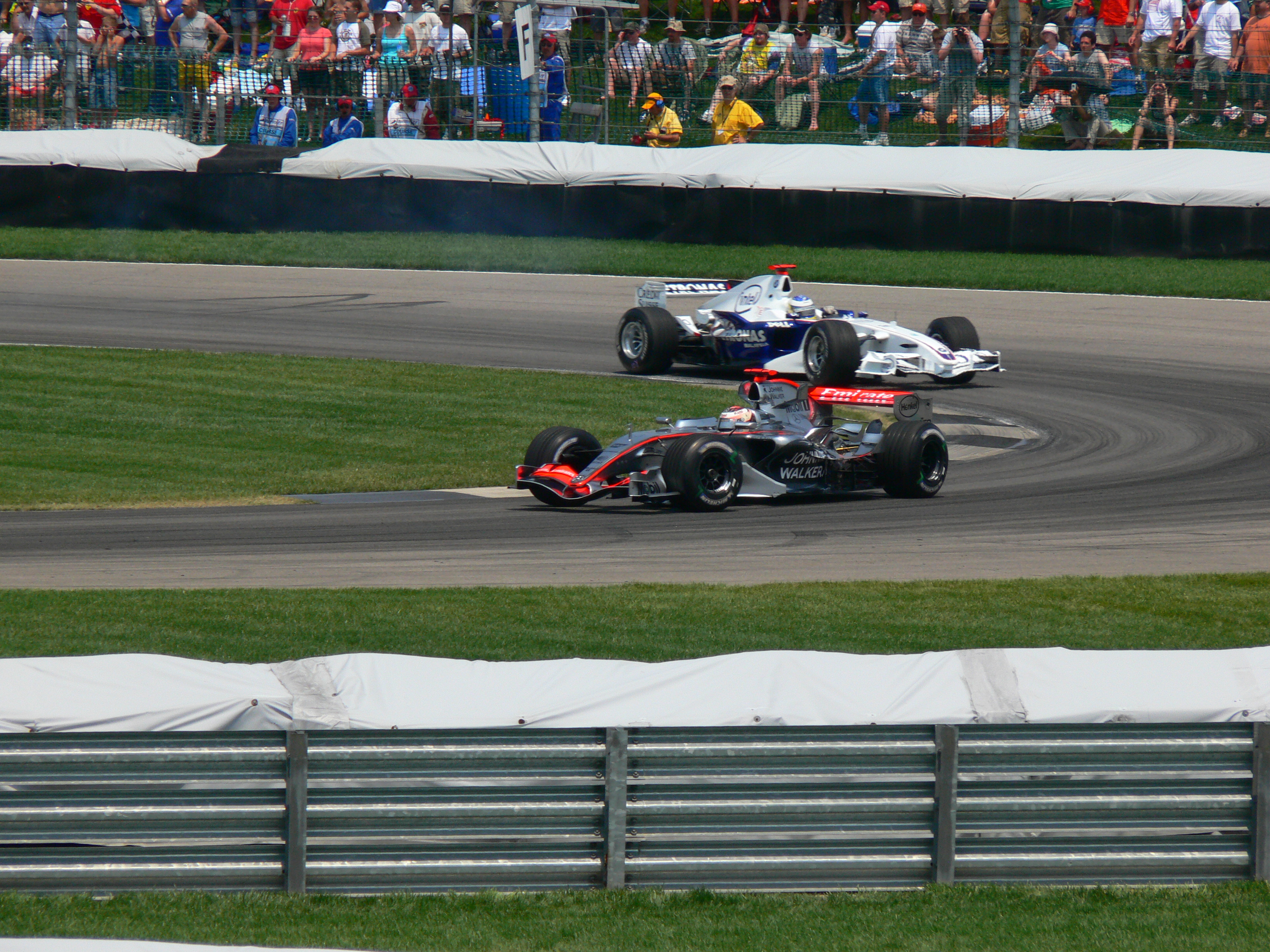
Кімі Ряйкконен (спереду) та пілот BMW Sauber, Нік Гайдфельд (позаду), на Гран-прі США 2006 року

На Гран-прі Монако Ряйкконен кваліфікувався третім, у перегонах вийшов на друге місце і тримався в одному темпі з лідером перегонів Фернандо Алонсо, але зійшов через загоряння в машині. У Сільверстоуні Ряйкконен стартував другим, позаду Алонсо і попереду Шумахера, і цей порядок тримався до другої серії піт-стопів, в якій Шумахер зміг обійти Ряйкконена, і фін, у підсумку, фінішував третім. З таким же результатом закінчився Гран-прі Канади, а на Гран-прі США Ряйкконен зійшов через зіткнення зі своїм же напарником Монтоєю (це зіткнення стало частиною масової аварії, в якій зійшли 7 пілотів).
У Франції Ряйкконен стартував шостим і не зміг значно поліпшити свою позицію, фінішувавши п'ятим. У Німеччині фін зміг завоювати поул, але не втримав позицію і після боротьби з Баттоном посів третє місце. В Угорщині Ряйкконен знову здобув поул-позицію і лідирував, але після 25 кола зіткнувся з Вітантоніо Ліуцці, який відставав на одне коло. У Туреччині Ряйкконен кваліфікувався лише восьмим і в першому повороті зіткнувся зі Скоттом Спідом, через що на його машині виявилося пошкодженим колесо; він зміг доїхати до боксів і змінити його, але на наступному колі остаточно вилетів з траси. На Гран-прі Італії Ряйкконен знову здобув поул-позицію і зберігав лідерство до перших піт-стопів, коли його обійшов Міхаель Шумахер; Ряйкконен зберіг друге місце до кінця перегонів. Після цього Гран-прі Шумахер оголосив про завершення кар'єри, а через кілька днів керівництво Феррарі оголосило, що його місце посяде Ряйкконен.
Троє останніх перегонів сезону особливих досягнень також не принесли. На Гран-прі Китаю Ряйкконен зійшов через проблеми з мотором, а в Японії і Бразилії фінішував п'ятим. Ера «Мак-Ларена» закінчилася для Ряйкконена п'ятим місцем в особистому заліку і третім місцем для команди в кубку конструкторів. Також варто зазначити, що для «Мак-Ларена» це був перший рік, починаючи з 1996, коли не було здобуто жодної перемоги в гран-прі.

#### Феррарі (2007—2009)
Після Гран-прі Італії 2006 року команда «Феррарі» оголосила, що Ряйкконен підписав з нею трирічний контракт (на 2007—2009 роки). Сам Ряйкконен сказав, що дуже задоволений своїм переходом, але бажає команді «Мак-Ларен» подальшого процвітання. Партнером Кімі став Феліпе Масса, який виступав за Феррарі з 2006 року. За деякими даними, після відходу Міхаеля Шумахера саме Ряйкконен став найбільш високооплачуваним гонщиком Формули-1: його зарплата в Феррарі склала близько 51 мільйона доларів на рік.

У кінці 2006 року в інтерв'ю німецькій газеті «Bild» Ряйкконен зізнався, що не збирається змагатися з Шумахером за кількістю рекордів, і контракт з Феррарі може стати для нього останнім у кар'єрі:
|                                          | Я не боюся роботи і готовий зробити те, що потрібно команді. Якщо знадобиться, я кожен день буду працювати до пізнього вечора. Було б нерозумно відмовлятися від послуг Міхаеля, буде здорово, якщо він допоможе мені акліматизуватися в Феррарі. Але боротися з його рекордами - це не для мене |
| — Кімі Ряйкконен, 11 листопада 2006 року | |

Перші тести за Феррарі Кімі провів 23 січня 2007 року на трасі Валлелунга. Офіційних результатів тестів оприлюднено не було; згідно із заявами команди, основною метою тестів була «акліматизація» Кімі в команді.

##### 2007
У першій гонці, на Гран Прі Австралії він здобув перемогу, стартувавши з поулу, у другому і третьому Гран-прі Кімі також піднімався на подіум, завоювавши третє місце. На Гран-прі Іспанії через проблеми з електрикою Кімі змушений був зійти з дистанції. У Монако в другій частині кваліфікації Кімі припустився помилки, пошкодивши підвіску, і йому довелося стартувати з 16 місця. У підсумку, завдяки тактиці одного піт-стопа, Кімі фінішував восьмим, завоювавши одне очко. На Гран-прі Канади Кімі приїхав п'ятим, в США — четвертим. На той момент Ряйкконен був на другій позиції в особистому заліку, відстаючи від лідера чемпіонату, Льюїса Хемілтона, на 26 очок.
Однак після США, де, на думку багатьох уболівальників, Кімі «прокинувся», пішли дві перемоги поспіль — на Гран-прі Франції, і через тиждень — на Гран-прі Великої Британії.

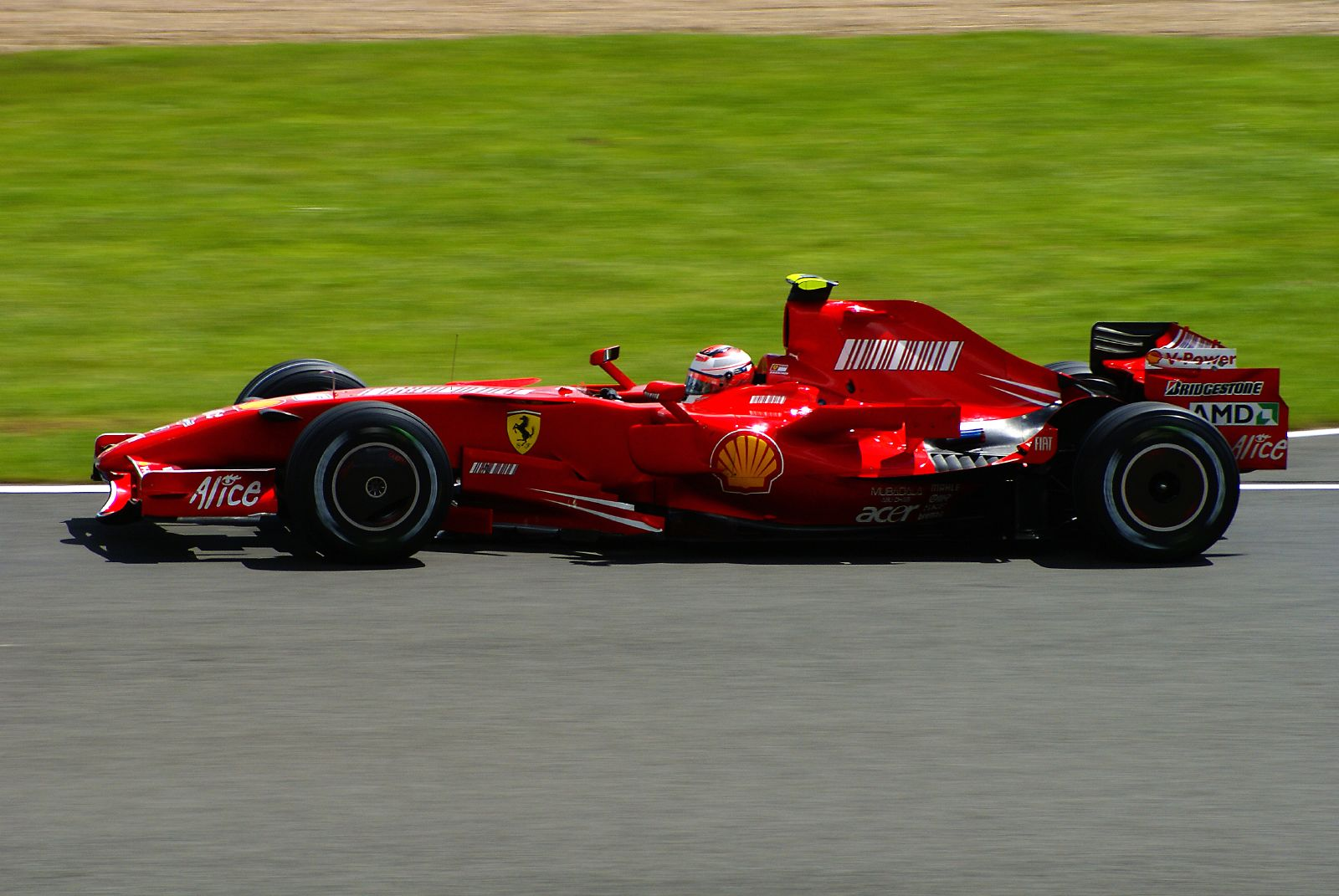
Ряйкконен за кермом боліда Феррарі в Сільверстоуні

Наступне Гран-прі Європи стало першою в сезоні дощовою гонкою, і першою гонкою після Гран-прі Бразилії 2003 року, зупиненою червоними прапорами. Після першого кола Кімі збирався заїхати в бокси, щоб змінити гуму, але перед в'їздом в бокси його машину занесло, і йому довелося зробити ще одне коло по залитій зливою трасі на сухих шинах. У підсумку він відкотився далеко назад. Однак після того як дощ закінчився і траса просохла, Кімі вийшов на третю позицію і наближався до лідерів гонки — Масси і Алонсо, але другий раз за сезон підвела машина — зламалася гідравліка. На Гран-прі Угорщини, яке відбулося через два тижні, Кімі зайняв другу позицію, їдучи в темпі лідера Льюїса Хемілтона, і не дав англійцю заробити великий шолом, показавши на останньому колі найкраще коло гонки.
Настала тритижнева перерва, під час якої глава «Феррарі» Лука ді Монтедземоло визначив команді завдання виграти всі гонки 2007 року. «Скудерія» почала блискуче — на Гран-прі Туреччини Масса стартував з поула і виграв перегони, а Кімі заробив друге місце і показав найкраще коло.
На Гран-прі Італії Кімі під час суботніх вільних заїздів заблокував задні колеса на гальмуванні після довгої прямої і розбив машину. Механіки за час, що залишився до кваліфікації час встигли переставити мотор на запасну машину, завдяки чому фін уникнув штрафу. Однак пошкоджена в аварії шия, за словами Ряйкконена, всю гонку боліла, і дистанція далася йому нелегко — особливо гальмування. Феррарі явно поступалася у швидкості більш швидким «Мак-Ларенам», і Кімі фінішував лише третім.
На наступному, 14-му етапі чемпіонату 2007, Гран-прі Бельгії, Кімі завоював поул, захопив лідерство зі старту, і тільки 2 кола проїхав не лідером гонки — ті, на яких він заїжджав на піт-стоп. Він здобув третю поспіль перемогу в Спа і став єдиним в пелетоні гонщиком, який вигравав на одній трасі більше двох разів.

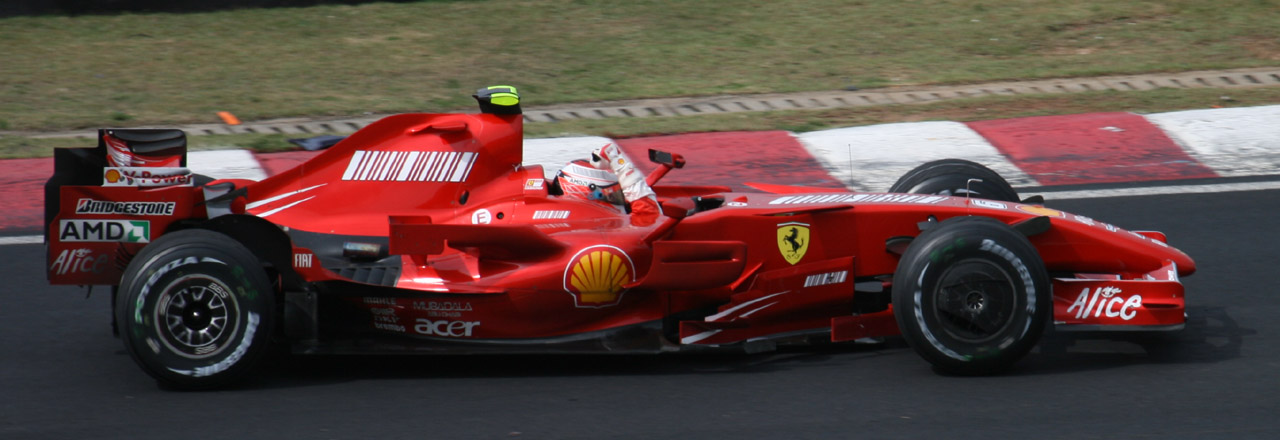
Кімі Ряйконен святкує перемогу та здобуття титулу чемпіона світу на Гран-прі Бразилії 2007 року

Після цього відбулося дощове Гран-прі Японії, де Кімі через затримку повідомлення від FIA довелося вже на третьому колі заїжджати в бокси для зміни гуми. У підсумку він виявився на 21 місці, звідки під час гонки зміг прорватися на третю позицію, зробивши кілька приголомшливих обгонів. Зате наступну гонку, Гран-прі Китаю, він виграв, збільшивши шанси на завоювання чемпіонського титулу.
На Гран-прі Бразилії вперше з 1986 року у фінальній сутичці сезону за титул боролися відразу три гонщика: Ряйкконен, Хемілтон та Алонсо. Під час суботньої кваліфікації через трафік Кімі стартував лише третім. Однак уже в першому повороті він зміг випередити Льюїса, а після другої серії піт-стопів — і свого напарника, фінішувавши першим і показавши найшвидше коло. Алонсо фінішував третім, Хемілтон — сьомим. В результаті Кімі заробив 110 очок проти 109 у обох пілотів «Мак-Ларен», завоювавши титул чемпіона світу.

##### 2008
Незважаючи на хороші результати у передсезонних тестах, перша гонка в Австралії обернулася провалом як для Ряйкконена, так і для всієї команди. Уже в першій кваліфікаційній сесії на машині фіна відмовила електроніка паливного насоса. Кімі зупинився на в'їзді на піт-лейн, що, згідно з правилами, позбавляло його права продовжити кваліфікацію. В результаті діючий чемпіон стартував з п'ятнадцятого місця. Безліч обгонів і два вильоти на траву увінчалися сходом через проблеми з двигуном на 43-му колі. Фінн посів у підсумковому протоколі дев'ятий рядок (в цій гонці змогли фінішувати тільки 7 пілотів), і лише завдяки дискваліфікації Баррікелло заробив одне очко, перемістившись на восьму позицію.

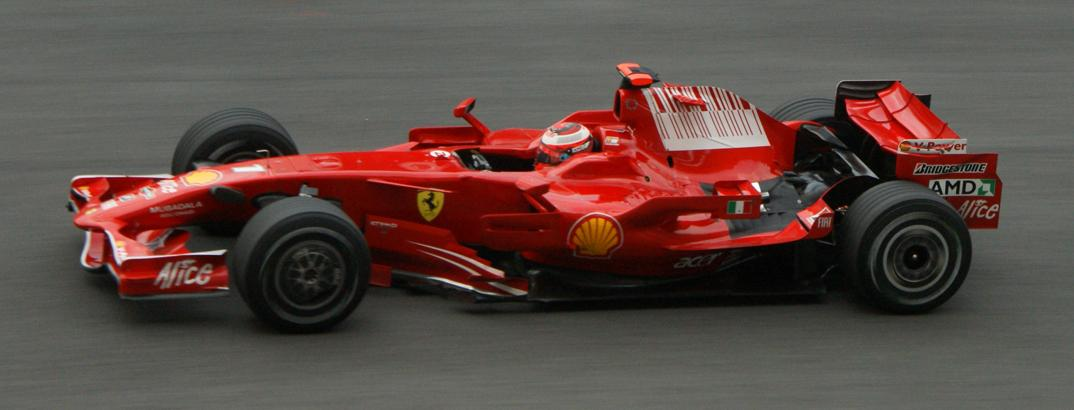
Ряйкконен здобув свою першу перемогу сезону 2008 року на Гран-прі Малайзії

Гонку в Малайзії Кімі впевнено виграв. Поул дістався Феліпе Массі, якого Ряйкконен випередив після першого піт-стопа. У Бахрейні Кімі стартував четвертим і фінішував другим, очоливши чемпіонат. Десять очок дісталися Феліпе Массі, який протягом усього вік-енду був набагато швидшим за всіх інших. Після гонки Ряйкконен зізнався, що ця траса йому не дуже підходить.
На Гран-прі Іспанії «Феррарі» вперше використовувала в гонці новий варіант носового обтічника з внутрішнім каналом, який дозволив перенаправити частину повітряного потоку, що потрапляє під днище боліда, на верхню поверхню F2008. Хоча представники «Скудерії» не раз заявляли, що впровадження цього елемента не є революцією, а ефект від його впровадження не перевищує виграшу від інших аеродинамічних новинок, Ряйкконен зізнався, що вперше в сезоні повністю задоволений поведінкою машини. Результат — хет-трик у виконанні Кімі. Гран-прі Туреччини фін закінчив третім.
Гран-прі Монако склався для Кімі невдало. На вологій трасі він стартував другим, слідом за напарником по команді, який заробив вже свій третій поул в сезоні. Однак ще до початку гонки через затримку команди з кріпленням коліс (техніки закінчили роботу пізніше обумовлених регламентом трьох хвилин до моменту старту) на фіна наклали штраф у вигляді проїзду по піт-лейну. Можливо, це позначилося на психологічному настрої гонщика — на старті Кімі поступився позицію Льюїсу Хемілтону, а в першому повороті пошкодив переднє антикрило. В ході гонки команда в очікуванні дощу перейшла на тактику одного піт-стопа, але розрахунок виявився невірним. В результаті «Айсмен» тільки до кінця гонки зумів набрати темп (показавши найкращий час на 74-му колі), але можливий результат перекреслило зіткнення з Адріаном Сутілом на 69-му колі. Кімі зміг продовжити після заміни переднього обтічника і фінішував 9-м, а для гонщика «Форс Індії» боротьба закінчилася.
Після гонки технічний директор «Форс Індії» Майк Гаскойн звинуватив Кімі в тому, що його команда втратила чотири очки. Однак пізніше з'ясувалося, що якби Сутіл фінішував, на нього був би накладений 25-секундний штраф за обгін суперників під жовтими прапорами, що автоматично відкинуло б його на десяте місце. Гонку виграв Хемілтон, який випередив Ряйкконена в загальному заліку; Масса приїхав третім.

Наступна гонка — чергова невдача. У Канаді Кімі кваліфікувався третім позаду Хемілтона і Кубіци, при тому, що на перших двох секторах вирішального кола йшов з випередженням графіка найкращого часу, а на третьому програв цілу секунду (випередивши Алонсо всього на 0.011 с). Проблеми були пов'язані з тим, що оновлений асфальт автодрому імені Жиля Вільнева не витримував жорстких гальмувань і починав руйнуватися.
|                                      | Просто неймовірно, скільки часу я втрачав в 10-му повороті на кожному колі. Поверхня траси почала кришитися вже під час першої сесії, через це я не міг показати хороший час: це було все одно, що їздити по льоду, у мене ніяк не виходило знайти правильну траєкторію. Це тим більш прикро, через те, що машина була швидка, і я міг би поборотися за поул |
| — Кімі Ряйкконен, 9 червня 2008 року | |

Масса кваліфікувався на шостій позиції. Варто зазначити, що частину покриття в 10-му повороті організатори Гран-прі встигли змінити вночі перед стартом.

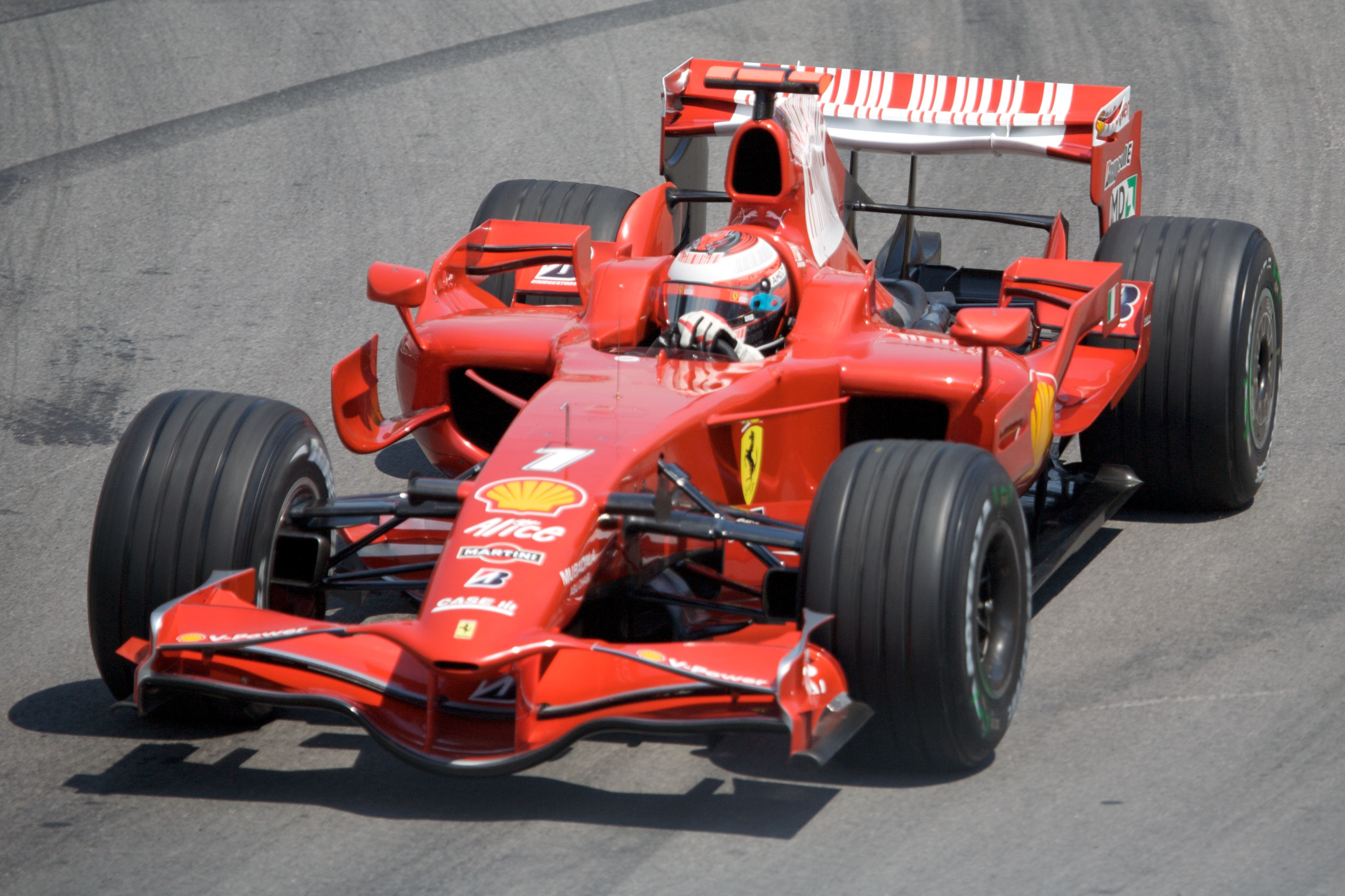
Кімі на Гран-прі Канади 2008 року

У гонці фін зміг набрати хороший темп і навіть показав швидке коло. Але на 13-му колі через схід Адріана Сутіла на трасу виїхала машина безпеки, і Кімі виявився в числі п'яти гонщиків, які одночасно заїхали на піт-стоп після 19-го кола, коли був відкритий піт-лейн. На виїзді з піт-лейну горіло червоне світло, і «Айсмен» зупинився, порівнявшись з Кубіцою, в цей момент з боксів виїхав Хемілтон і ззаду в'їхав в Феррарі Ряйкконена, закінчивши гонку достроково і для Кімі, і для себе. Після другого холостого старту поспіль Ряйкконен займав четверту сходинку чемпіонату.
Смуга невезіння продовжила переслідувати Кімі і в Європі. У Франції він виграв другий поул в сезоні та 200-й в історії Феррарі, випередивши свого напарника Феліпе Массу; після старту зберіг лідерство, створивши комфортний відрив від переслідувачів. Але в другій фазі гонки трапилося непередбачене — дала збій вихлопна система на боліді фіна. Вихлопна труба почала хитатися (в результаті відірвавшись повністю). Все це, природно, призвело до різкого зниження темпу Кімі, і тільки створений відрив дозволив фінішувати на другому місці, пропустивши напарника по команді.
У Сільверстоуні «Мак-Ларен» почав показувати зовсім іншу швидкість — і Ряйкконен зміг стартувати тільки третім. Однак в гонці він показав швидке коло і розраховував поборотися за перемогу, але в умовах дощу команда на піт-стопі помилилася з вибором шин — проміжна гума приводила до відставання на кожному колі. У підсумку, під завісу гонки обігнавши Алонсо, Кімі фінішував лише четвертим.
У Німеччині, через проблеми з балансом, «Айсмен» кваліфікувався та фінішував шостим. Друга поспіль перемога Хемілтона — і Кімі вже тільки третій в особистому заліку.

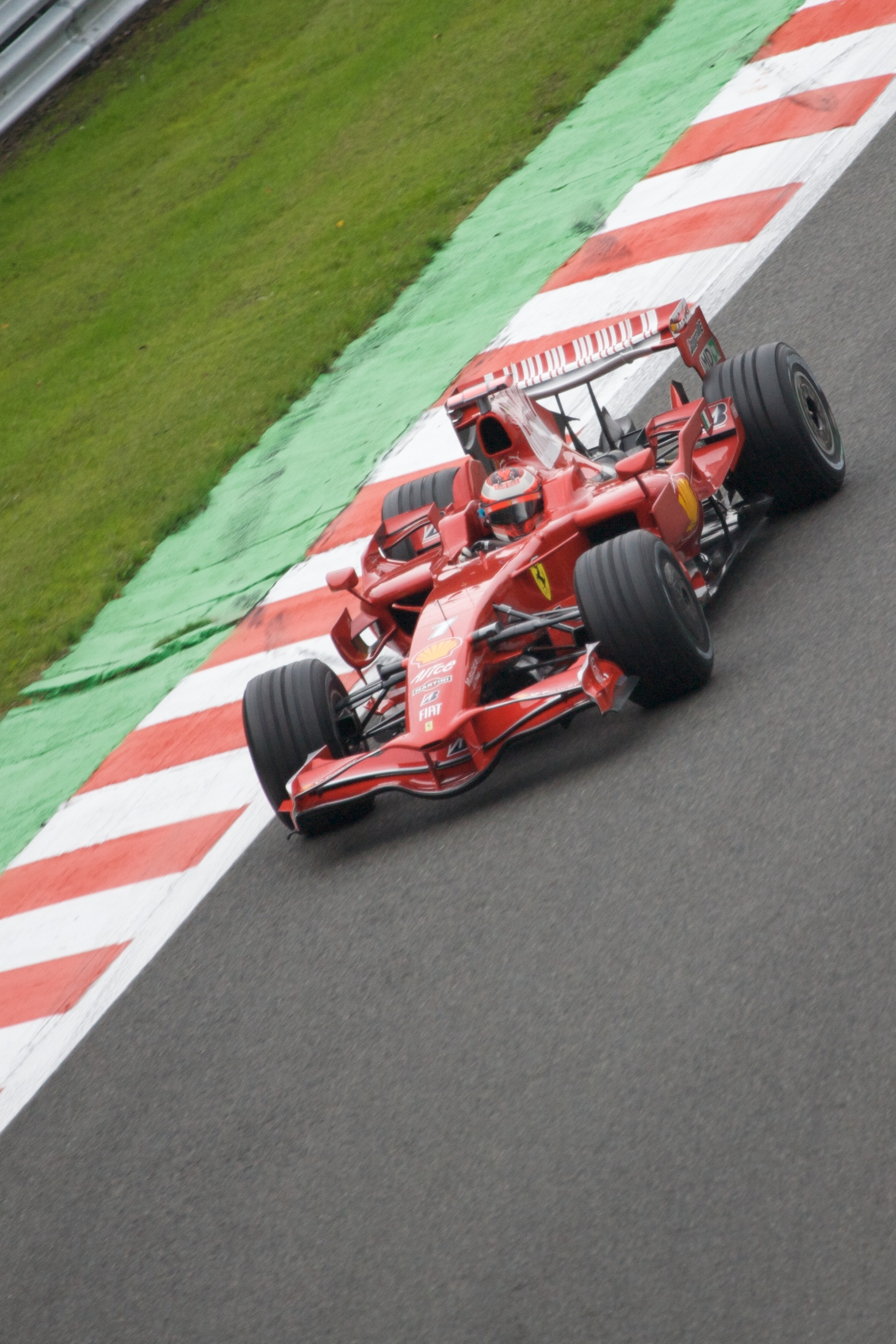
Ряйкконен під час Гран-прі Бельгії, де він врізався у стіну і зійшов після боротьби з Льюїсом Хемілтоном за першу позицію

На одинадцятому етапі в Угорщині машина поводилася набагато краще, але Будапешт не залишив жодних сумнівів, що проблеми Кімі у кваліфікації можуть коштувати йому титулу. Сам фін частково пояснює свої складності тим, що F2008 менше навантажує шини — це допомагає берегти їх в гонці, але ускладнює прогрів під час коротких кваліфікаційних сесій. Проте, Феліпе Массі ця обставина заважала набагато менше — в семи з одинадцяти гонок він стартував попереду напарника. І в Угорщині бразилець почав гонку 3-м, тоді як Кімі задовольнявся шостим місцем. Після старту Ряйкконен застряг позаду Алонсо на довгі 50 кіл, і тільки після другого піт-стопа зміг випередити Фернандо, підвищити темп і, за старою звичкою, показати серію швидких кіл. Однак згодом стався прокол шини на боліді Хемілтона і схід Маси через відмову двигуна за кілька кіл до фінішу, що дозволило в підсумку Кімі піднятися на нижню сходинку подіуму (разом з переможцем Ковалайненом і Глоком).
У Бельгії Ряйкконен стартував четвертим і зміг пробитися на перше місце. Але за 2 кола до фінішу пішов дощ, і «Айсмен» зійшов, в жорстокій боротьбі з Льюїсом Хемілтоном не втримавши машину на мокрому асфальті та врізавшись в стіну. Варто відзначити, що і самого Льюїса згодом оштрафували і перемістили в підсумковому протоколі на третє місце, в результаті перемога дісталася Феліпе Массі.
Холоста серія продовжилася і в двох наступних гонках. У Монці Кімі (а разом з ним і два інших лідера чемпіонату — Хемілтон і Кубіца) через сильний дощ, який вибухнув в кінці другої сесії, не змогли пройти у фінальну частину кваліфікації. У підсумку фін стартував 14-м, а фінішував 9-м. У першому нічному Гран-прі Сінгапуру стратегію Феррарі перекреслив виїзд машини безпеки після аварії Нельсіньо Піке. І хоча Ряйкконен зміг піднятися до 5-го місця, за чотири кола до фінішу він зачепив поребрик і розбив свій болід. Єдиною втіхою для фіна стало десяте швидке коло в сезоні (таким чином, за три гонки до закінчення чемпіонату він вдруге в кар'єрі порівнявся з рекордом Міхаеля Шумахера 2004 року).
Тільки в Японії Кімі зміг кваліфікуватися другим і пробитися на нижню сходинку подіуму після того, як був відкинутий назад небезпечним маневром Хемілтона в першому повороті гонки.
На Гран-прі Китаю Кімі майже всю гонку їхав другим. Але під кінець скинув швидкість і пропустив Феліпе Массу.
На Гран-прі Бразилії Кімі фінішував на третьому місці, посівши в підсумковому особистому заліку третє місце (75 очок). За найбільшу кількість швидких кіл в сезоні (їх було 10 — більше, ніж у всіх суперників разом узятих) Ряйкконен отримав нагороду «DHL Fastest Lap Trophy».
На боліді, що завоював Кубок Конструкторів, Кімі здобув лише дві перемоги і за підсумками сезону поступився своєму напарникові Феліпе Массі 22 очками. Причому таку ж кількість очок (75) набрав Роберт Кубіца, який віддав Кімі бронзу тільки через меншу кількість перемог.

##### 2009
Менш ніж за тиждень до початку чемпіонату, керівник команди «Феррарі» в інтерв'ю італійській газеті «La Gazzetta dello Sport» сказав про Ряйкконена:
|                                       | Він знає, що цей рік дуже важливий для нього і як для гонщика, і як для члена команди Феррарі. Він досить розумний, щоб розуміти це |
| — Стефано Доменікалі, 23 березня 2009 | |

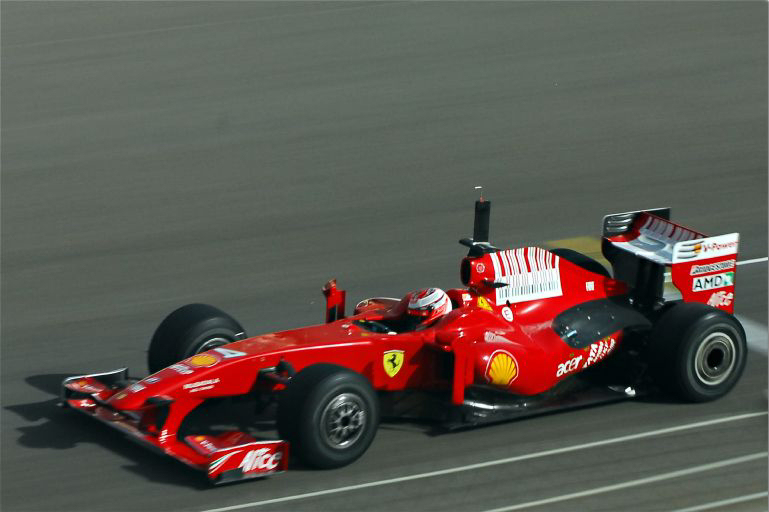
Ряйкконен проводить тести боліда F60 2009 року

У 2008 році через напружену боротьбу за титул «Феррарі» зосередила сили на доопрацювання існуючої машини, і болід 2009 року значно поступався машинам більшості інших команд, особливо «Brawn GP».
У першій гонці сезону, Гран-прі Австралії, Ряйкконен кваліфікувався 9-м, але в гонці зійшов на 43-му колі після проблем з диференціалом.
У Малайзії Кімі очолив залік другої сесії вільних заїздів. У кваліфікації знову став дев'ятим, але через штрафи Себастьяна Феттеля і Рубенса Баррікелло на 10 і 5 місць відповідно, стартував 7-м. Під час гонки очікувався дощ, і на машину Ряйкконена поставили дощові шини. Але траса була сухою, і він втрачав позицію за позицією. Пізніше дощ дійсно пішов, і до моменту зупинки гонки на 33-му колі Ряйкконен займав 14-у позицію.
У Китаї так само, як і в Малайзії гонка пройшла під дощем. У кваліфікації Кімі показав 8-й час, правда з великою кількістю палива. Але гонка знову не склалася, через технічні проблеми, Кімі фінішував тільки десятим, а його напарник Феліпе Масса зовсім зійшов з дистанції на 21 колі.
У Бахрейні Кімі заробив перші очки в сезоні, посівши 6 місце.
Перед Гран-прі Іспанії команда Феррарі провела аеродинамічні тести боліда, вперше використавши подвійний дифузор. Це дозволило команді дуже серйозно підтягтися до лідерів. Але у кваліфікації стратеги прорахувалися і Кімі не вийшов навіть з першого сегмента. А в гонці і зовсім через проблеми з гідравлікою він змушений був зійти з дистанції на 17 колі.
На Гран-прі Монако Кімі боровся з Дженсоном Баттоном за поул, але програв йому всього 0,025 секунди і стартував другим. На старті він пропустив вперед Баррікелло і прийшов до фінішу третім.

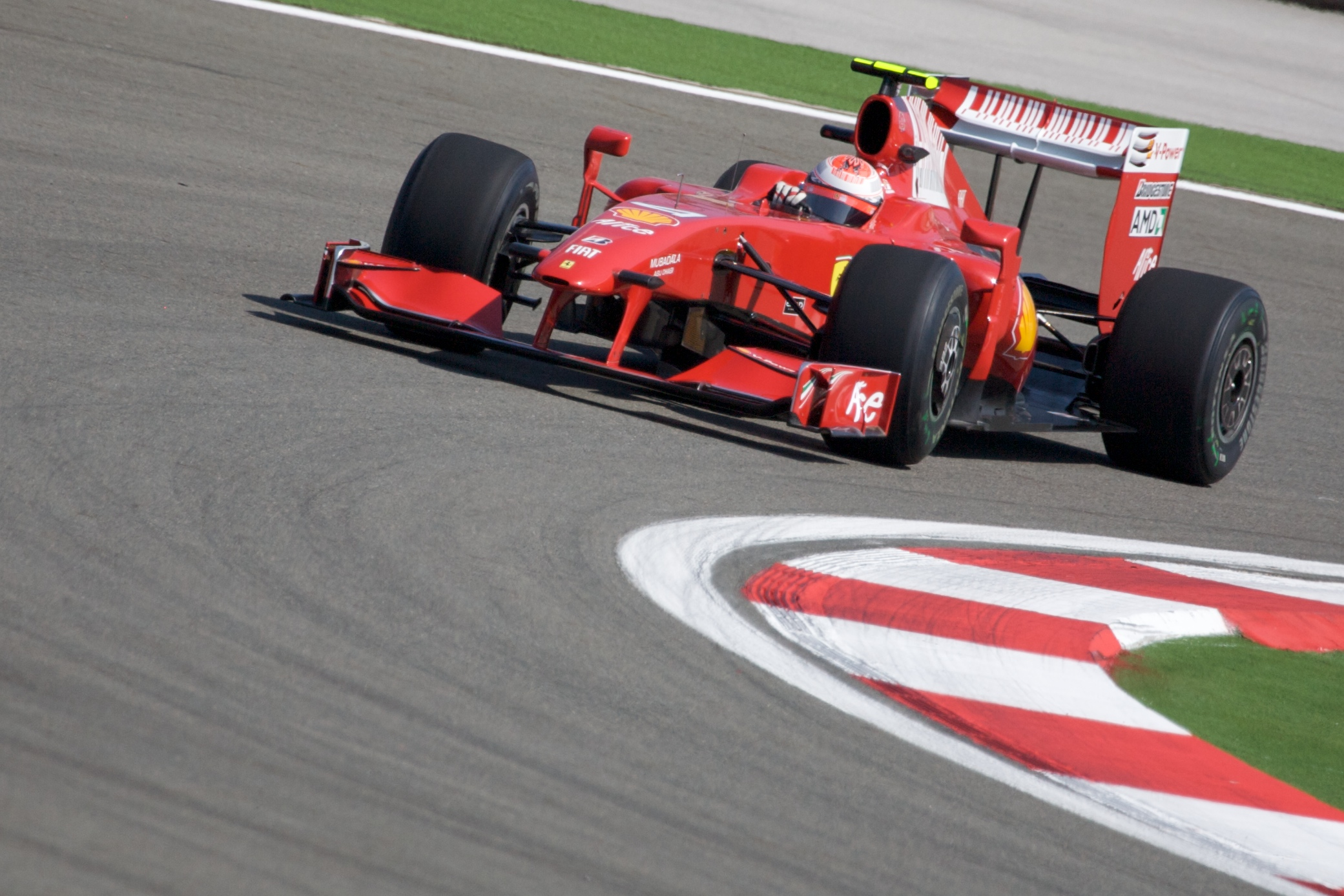
Кімі на Гран-прі Туреччини 2009 року

У Туреччині фін зовсім не потрапив в очкову зону, фінішувавши дев'ятим.
На Гран-прі Великої Британії тривали ті ж проблеми і Кімі кваліфікувався дев'ятим. На старті йому вдалося зробити хороший ривок і піднятися до п'ятого місця, але через те, що він мав менше палива, ніж його конкуренти, Кімі приїхав на фініш тільки восьмим.
Гран-прі Німеччини пройшов для команди вдаліше, ніж останні кілька гонок. І Феліпе Масса і Кімі Ряйкконен боролися за подіум, але Кімі вдруге (перший на Гран-прі Монако 2008) зіткнувся з Сутілем і через кілька кіл після цього зійшов з траси.
На Гран-прі Угорщини Кімі кваліфікувався на 7 місці, однак на старті зміг вирватися на 4 місце і фінішував другим через помилку механіків Фернандо Алонсо на піт-стопі.
У Валенсії Ряйкконен кваліфікувався шостим, але як і в попередніх гонках зміг відіграти місця на старті й піднявся на четверте місце. Завдяки хорошій стратегії він зміг пересидіти Ковалайнена на другому піт-стопі і вдруге поспіль піднявся на подіум, фінішувавши третім.
Перед Гран-прі Бельгії команда заявила, що більше в цьому році технічних оновлень не буде. Незважаючи на це, «Феррарі» непогано виглядала на цій трасі. Кімі знову кваліфікувався шостим, але вже до четвертого повороту став другим. В задніх рядах сталася аварія, і на трасу виїхала машина безпеки. Після рестарту Кімі використав KERS і зміг обігнати Фізікеллу. Кімі зміг зберегти лідерство і вперше за останні 25 гонок піднявся на верхню сходинку подіуму, вигравши свій четвертий Гран-прі Бельгії.
На Гран-прі Італії Кімі кваліфікувався третім, на старті зміг пройти Сутіла і піднявся на 2 місце. Використовуючи тактику двох піт-стопів «Скудерія» прорахувалася і після другого піт-стопа Кімі опинився позаду двох пілотів «Brawn GP» і Хемілтона. Однак на останньому колі Хемілтон на виході з першого Лесма втратив контроль над машиною і Ряйкконен фінішував третім.

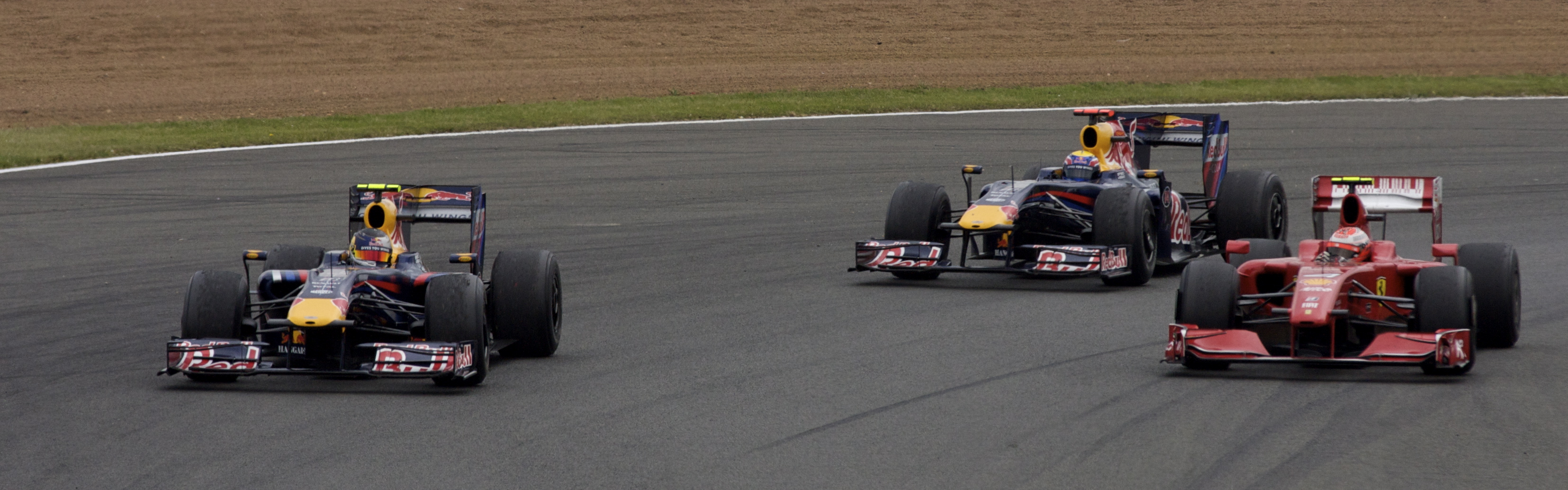
Зліва направо: Себастьян Феттель, Марк Веббер та Кімі Ряйкконен; Гран-прі Великої Британії 2009

Перед Гран-прі Японії керівники команди оголосили, що після закінчення цього сезону Кімі Ряйкконен покине команду, а на його місце прийде Фернандо Алонсо. Мотивував це Стефано Доменікалі закритістю фінського гонщика. У кваліфікації Кімі показав восьмий час, а в гонці фінішував четвертим.
У дощовій кваліфікації на Гран-прі Бразилії Кімі показав п'ятий час. Однак гонка для фіна була зіпсована в третьому повороті при спробі обгону Марка Веббера. На піт-стопі Хейккі Ковалайнен розлив паливо на піт-лейн зі шланга, який застряг в його машині. Через секунду, на цю ділянку піт-лейн наїхав Кімі, і його машина на кілька секунд загорілася. Однак, це не завадило йому продовжити гонку, і в подальшому вдало перебудована стратегія дозволяла фіну відігравати місця і на фініш він приїхав шостим.
Гран-прі Абу-Дабі склався для Кімі не дуже вдало. Він кваліфікувався лише 11-м, відповідно не пройшовши в третій сегмент кваліфікації, яку виграв Льюїс Хемілтон, суперник Кімі за 5-е місце в чемпіонаті. Щоб повернути собі п'яте місце, Ряйкконен мав фінішувати сьомим, але цього не сталося. Кімі йшов з тактикою одного піт-стопа і тому не показав хорошої швидкості. Кімі Ряйкконен закінчив чемпіонат шостим, а в кубку конструкторів Феррарі посіла четверте місце.
Після закінчення сезону Ряйкконен вів переговори з командою «Мак-Ларен», але в підсумку оголосив, що в 2010 році не виступатиме у Формулі-1.

### Після виходу з Формули-1 (2010—2011)

#### Ралі

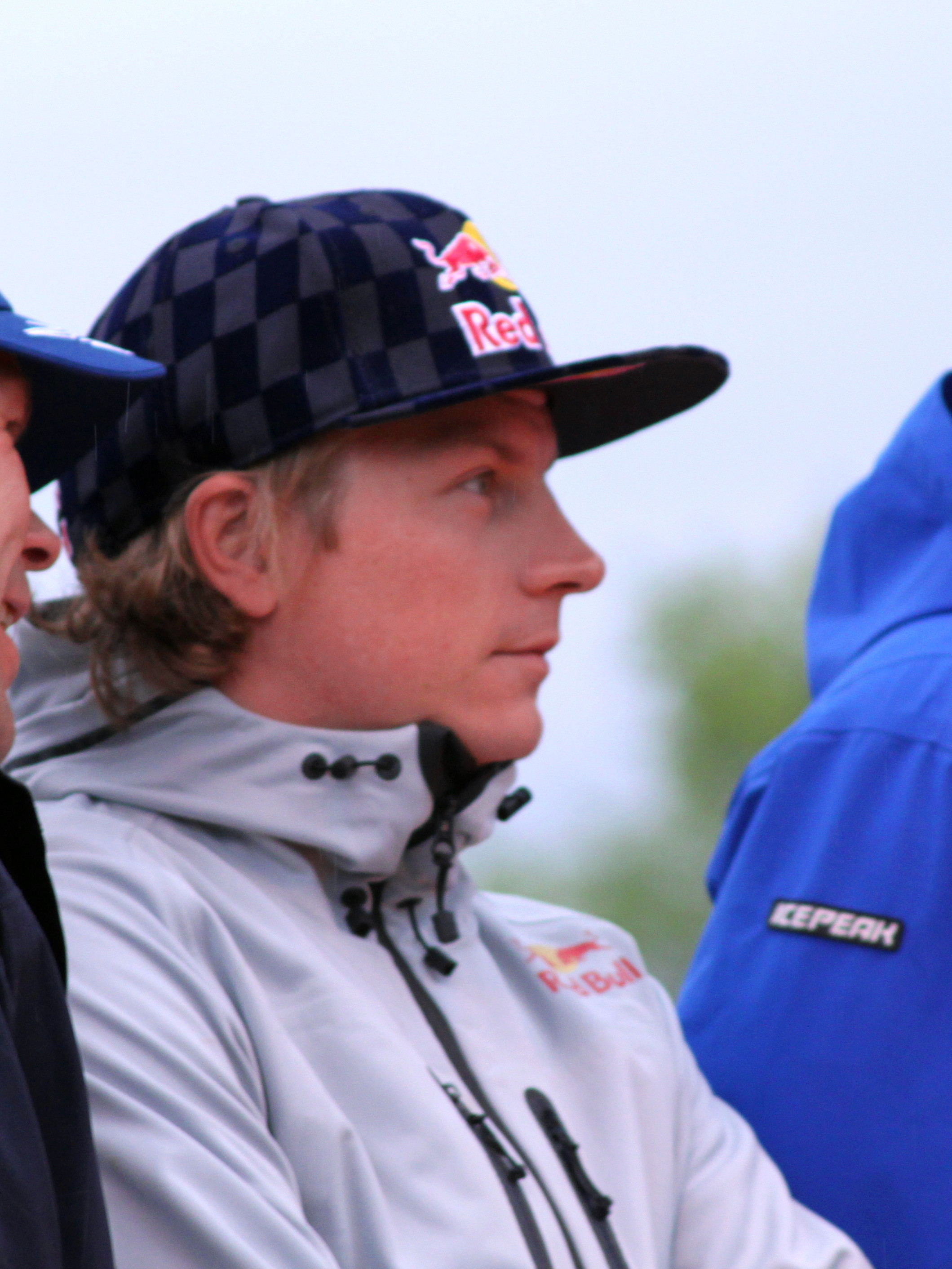
Кімі Ряйкконен на етапі WRC у Болгарії у 2010 році

Ряйкконен дебютував на ралі Арктичної Лапландії, яке проходило 23—24 січня 2009 року, керуючи автомобілем Abarth Grande Punto S2000 у команді Томмі Макінена. Він фінішував 13-м. Ряйкконен дебютував у WRC на Ралі Фінляндії 2009 року, яке відбулася між 30 липнем та 2 серпнем.
4 грудня 2009 року оголошено, що Кімі залишає Формулу-1 та стане повноцінним пілотом команди «Citroën Junior Team» у WRC.
3 квітня 2010 року Ряйкконен набрав свої перші очки у WRC, коли зайняв восьму позицію на ралі в Йорданії. Отже, він став другим водієм після Карлоса Ройтемана, який набрав чемпіонські очки як у Формулі-1, так і у Всесвітньому чемпіонаті з ралі. У наступному заході WRC, Ралі Туреччини, Ряйкконен покращив свій результат, фінішувавши п'ятим.
18 вересня 2010 року Ряйкконен досяг першої перемоги у ралі Восгієна у Франції. Він виграв усі шість етапів на асфальтовому ралі.

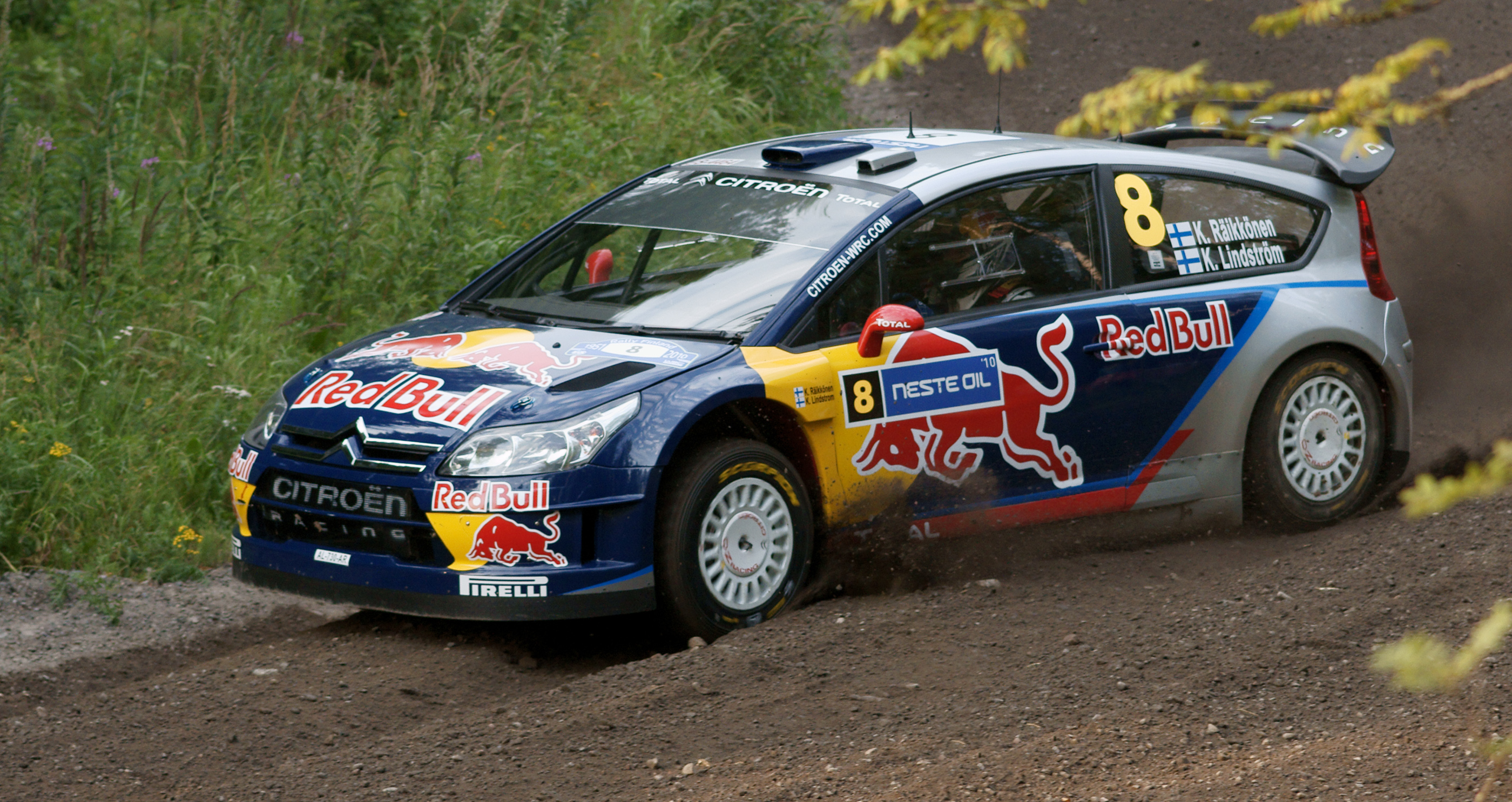
Ряйкконен на перегонах ралі 2010 року у Фінляндії

Ряйкконен увійшов до сезону чемпіонату світу з ралі 2011 року з власною командою «ICE 1 Racing». Він керував автомобілем Citroën DS3 WRC. Здобувши очки у шести перегонах, Кімі завершив чемпіонат десятим в особистому заліку.

#### NASCAR
29 березня 2011 року стало відомо, що Ряйкконен спробує свої сили в NASCAR у серії Camping World Truck. 2 квітня Кімі підписав угоду з командою «Toyota Kyle Busch Motorsports» на керування обмеженим графіком в серії Truck. 20 травня Ряйкконен дебютував у Північній Кароліні на трасі «Charlotte Motor Speedway» та фінішував 15-м, незважаючи на те, що кваліфікувався лише 31-м. 28 травня Ряйкконен продовжував змагатись у «Nationwide Series» на тій ж трасі у складі команди «NEMCO Motorsports». Він закінчив перегони 27-м після того, як отримав штраф за перевищення швидкості на піт-лейні.

### Повернення до Формули-1 (2012— 2021)
За тиждень до Гран-прі Сінгапуру 2011 року різні джерела повідомили про можливе повернення Ряйкконена у Формулу-1 на сезон 2012 року в складі команди «Вільямс», після того, як його помітили в штаб-квартирі команди в Грові, Оксфордшир. Однак команда відмовилася коментувати повідомлення, а Рубенс Баррікелло відмітив повідомлення як чутки та спекуляції.

#### Лотус (2012—2013)
29 листопада 2011 року оголошено, що Ряйкконен повернеться до Формули-1 у 2012 році, оскільки підписав дворічний контракт з командою «Лотус».

##### 2012

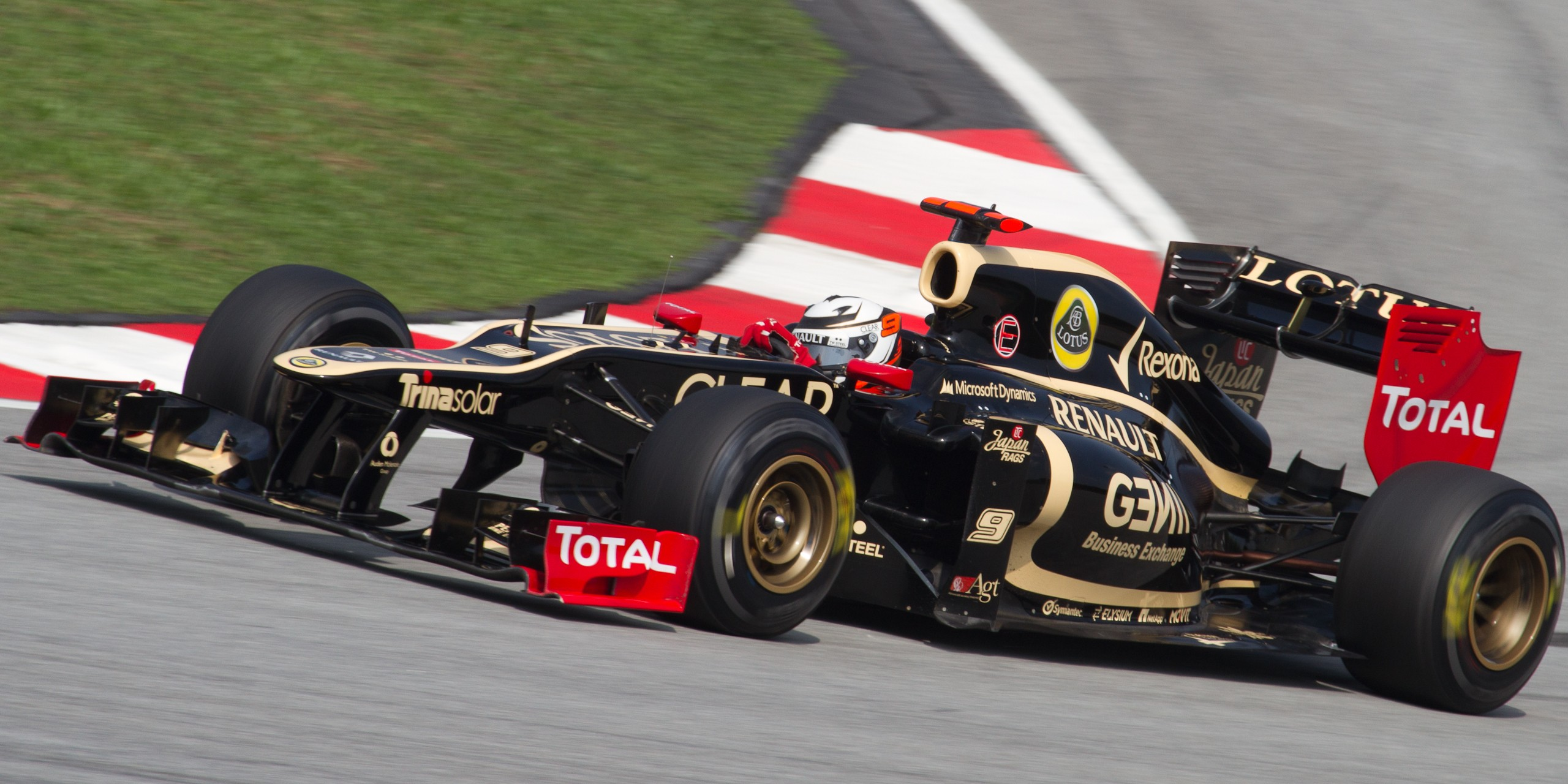
Кімі Ряйкконен під час кваліфікації на Гран-прі Малайзії 2012

23-24 січня Кімі провів індивідуальні тести за кермом позаторішньої машини Renault R30 у Валенсії на демонстраційних шинах Pirelli. Після двох років відсутності за кермом боліду Формули-1 зміг показати непоганий темп.
У першій кваліфікації сезону на Гран-прі Австралії Ряйкконен через власні помилки і непорозуміння зі своєю командою зміг показати лише 18-ий час, але в гонці завдяки гарному темпу і сходу суперників фінішував на 7 місці, заробивши перші очки в сезоні.
На другому етапі сезону, Гран-прі Малайзії, Кімі показав у кваліфікації 5-й час, але через штраф, накладений після заміни коробки передач, стартував з 10-ї позиції. Впевнено виступивши в складних умовах мінливої погоди, Ряйкконен фінішував на 5 місці. Крім того, незадовго до фінішу Кімі показав найшвидше коло гонки.

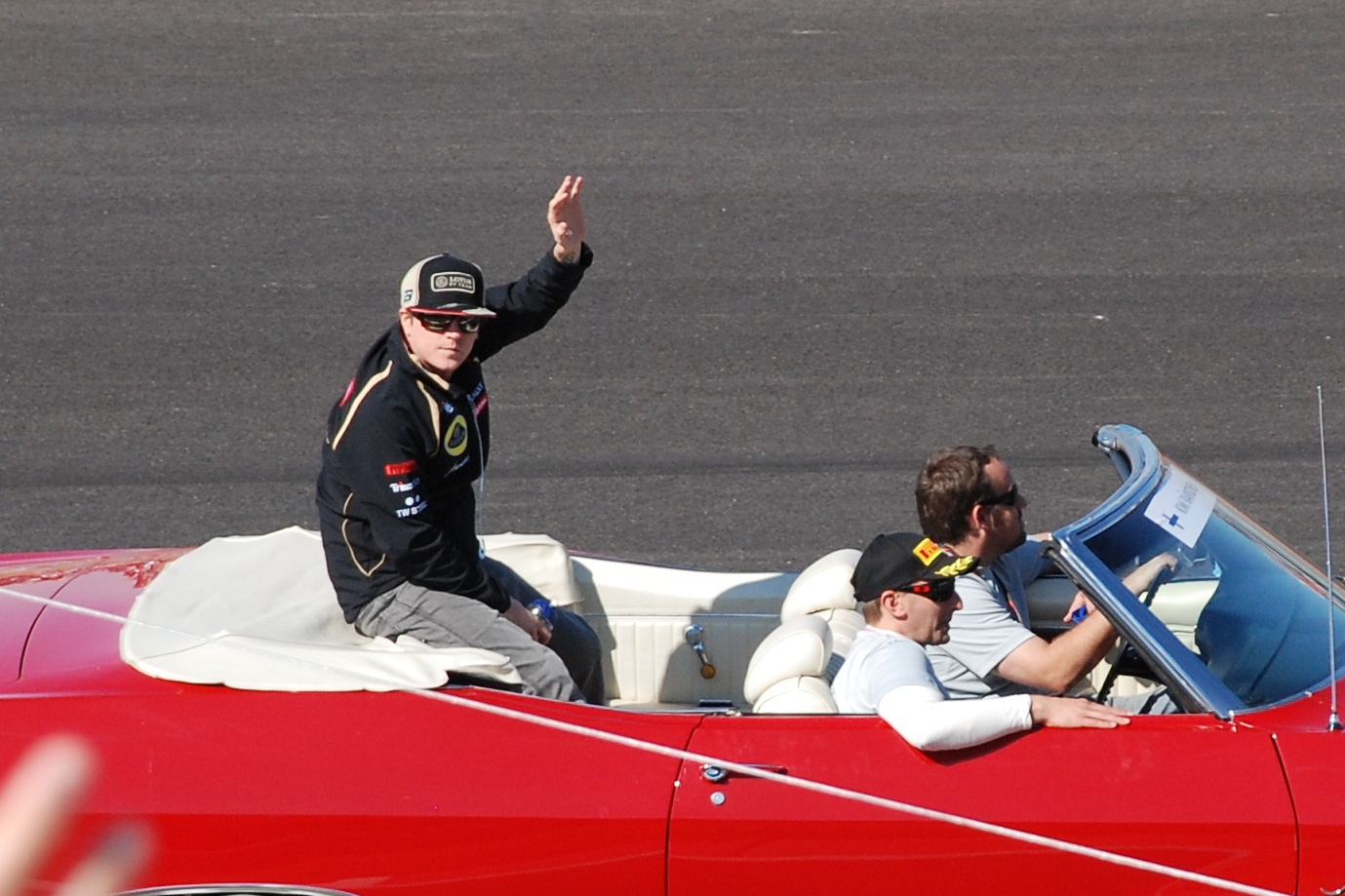
Ряйкконен перед Гран-прі США

На Гран-прі Бахрейну Ряйкконен посів друге місце, тим самим піднявшись на подіум Гран-прі через 4 гонки після свого повернення. Наступний Гран-прі Іспанії підтвердив хорошу форму команди «Лотус»: Кімі знову зміг пробитися на подіум, посівши в гонці третє місце і поступившись Фернандо Алонсо всього 0,6 секунди. На Гран-прі Європи Кімі стартував п'ятим, але непогана здатність «Лотуса» берегти гуму в спекотних умовах, схід Феттеля і Грожана, а також обгін Хемілтона дозволили йому фінішувати другим. У Сільверстоуні він фінішував 5-м, в Німеччині 4-м, але через штраф, накладений після гонки на Себастьяна Феттеля за некоректний обгін, йому дісталося третє місце. В Угорщині він фінішував 2-м, в Спа третім, хоча всю гонку скаржився на відсутність зчеплення з трасою. У Монці і Йонаме приїхав 5-м, в Сінгапурі та Японії — 6-м, в Індії — 7-м.
Першу перемогу у сезоні Кімі здобув в ОАЕ. Кваліфікувався він 5-м, але через штраф Себастьяна Феттеля, стартував 4-м. На старті фін відіграв дві позиції, а після сходу Льюїса Хемілтона вийшов в лідери. У США він стартував 4-м і фінішував 6-м. У Бразилії стартував 8-м і фінішував 10-м, ставши таким чином єдиним гонщиком в пелотоні, який фінішував у всіх гонках сезону.

##### 2013
Ряйкконен розпочав сезон 2013 року з перемоги на Гран-прі Австралії. У кваліфікації на підсихаючій трасі він показав сьомий час. На старті відіграв дві позиції. Пізніше через два піт-стопи проти трьох у конкурентів, він вийшов в лідери і встановив найшвидше коло за два кола до кінця гонки. Ця перемога стала для нього двадцятою. За словами гонщика, це була одна з найпростіших перемог у його кар'єрі. У Малайзії Кімі кваліфікувався 7-м, але отримав штраф із втратою 3 місць на старті за блокування Ніко Росберга. У гонці також фінішував 7-м.

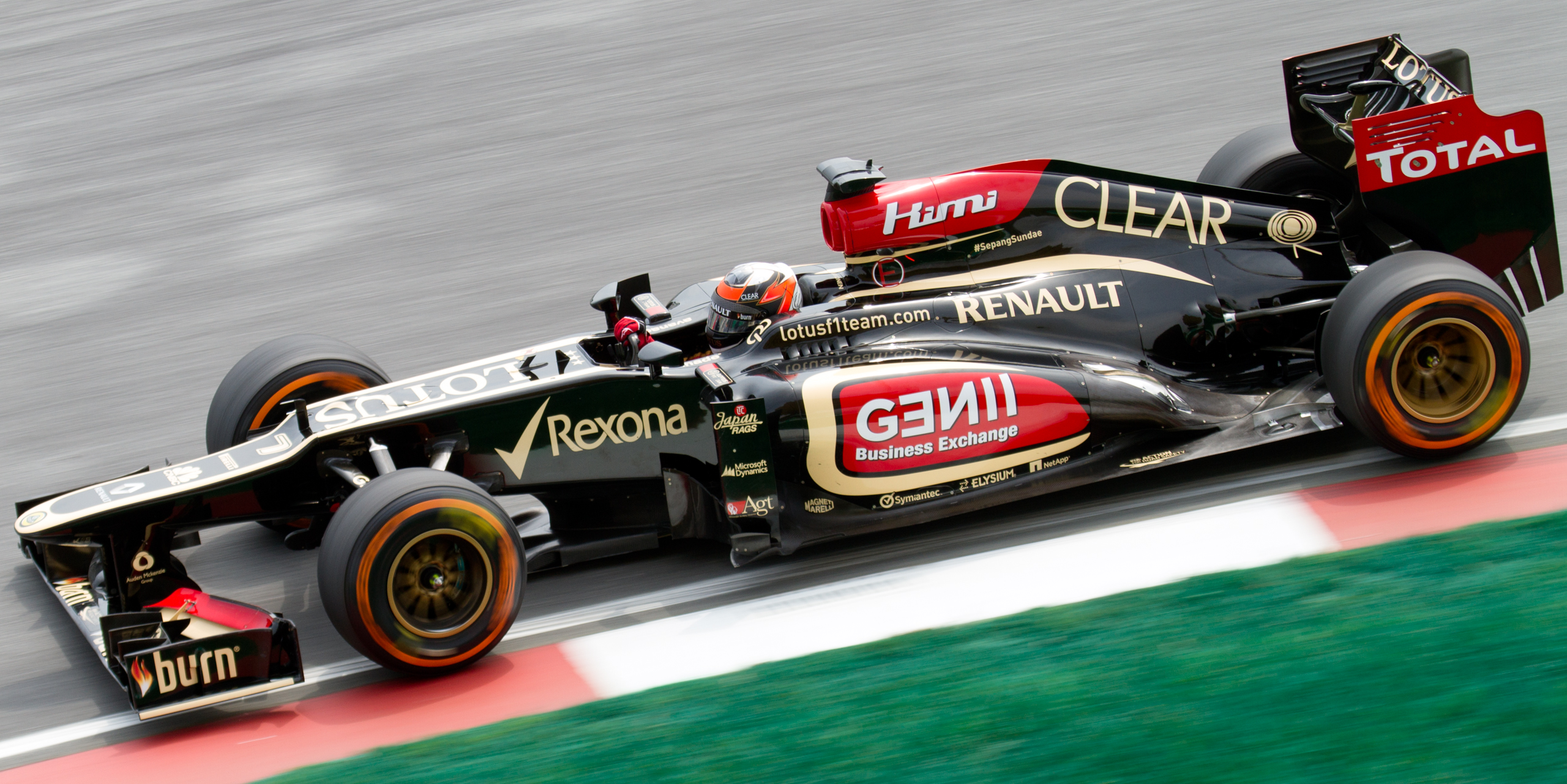
Кімі Ряйкконен під час першої практики на Гран-прі Малайзії 2013 року

У Китаї він стартував і фінішував другим, в Бахрейні кваліфікувався дев'ятим, але через штраф, накладений на Льюїса Хемілтона за зміну коробки передач, стартував восьмим. У гонці команда обрала стратегію двох піт-стопів проти трьох у конкурентів. Це дозволило йому фінішувати другим слідом за Себастьяном Феттелем.
В Іспанії, стартувавши 4-м, Кімі використав тактику трьох піт-стопів проти чотирьох у основних конкурентів: Алонсо, Масси і Феттеля — це дозволило випередити Массу, і через це він фінішував 2-м. У Монако кваліфікувався 5-м, а в гонці в боротьбі з Серхіо Пересом проколов заднє ліве колесо. Кімі заїхав у бокси, змінив гуму, але виїхав тільки шістнадцятим. Але на свіжій гумі він швидко наздогнав пелетон і на останніх колах пройшов Гідо ван дер Гарде, Чілтона, Гутьєрреса, Боттаса, Хюлькенберга і все-таки фінішував на десятому місці, заробивши одне очко. У Канаді він стартував 12-м і фінішував 9-м, в Сільверстоуні кваліфікувався 9-м, але просунувся на 8 місце, через штраф Пола ді Рести за недостатню масу боліда. У гонці фінішував 5-м.

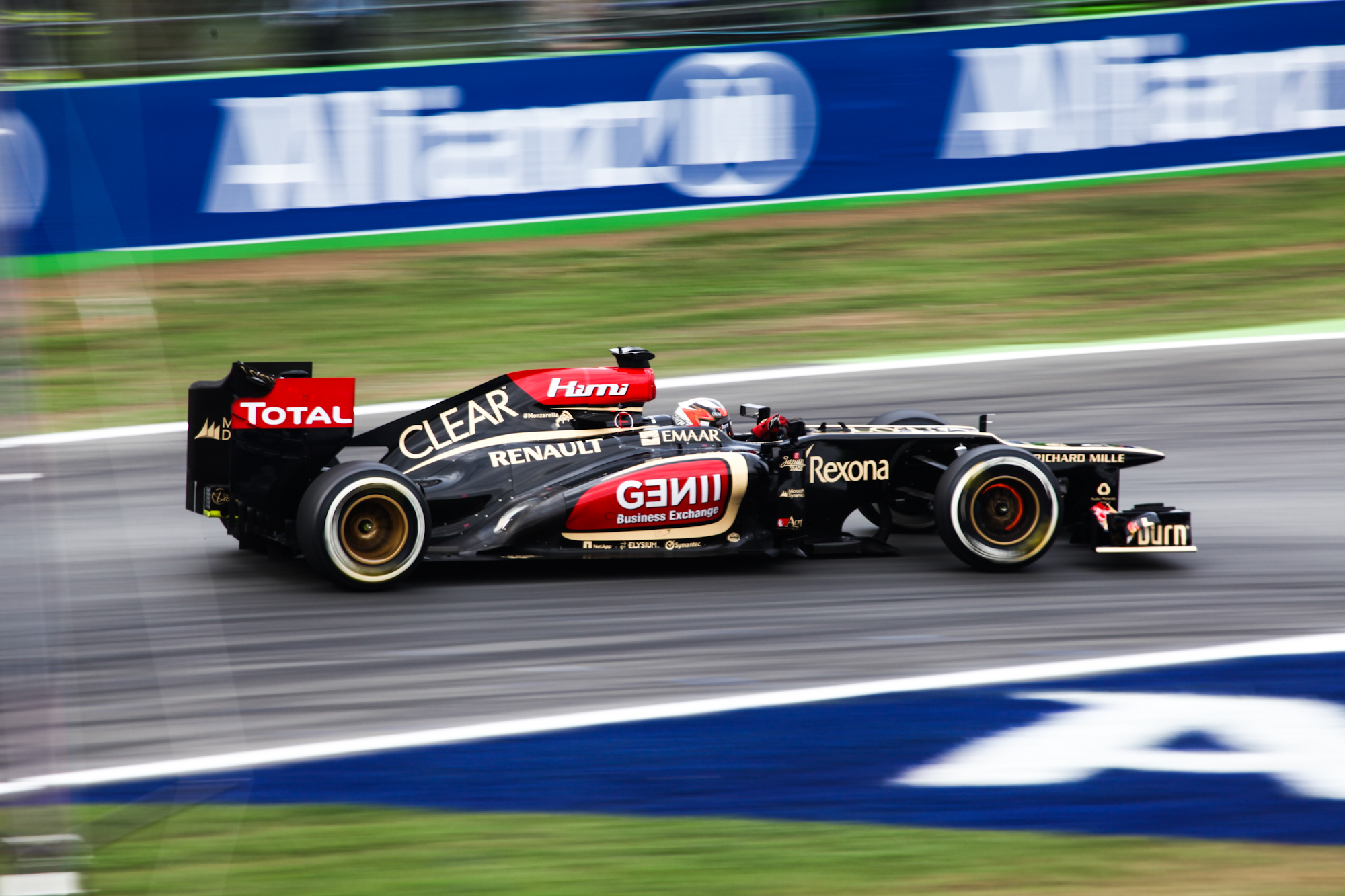
Кімі на Гран-прі Італії 2012 року

На Нюрнбургрингу, завдяки оновленням, Кімі стартував 4-м і фінішував 2-м. На Гран-прі Угорщини кваліфікувався 6-м і фінішував 2-м, відбивши в кінці атаки Себастьяна Феттеля. Подіум Кімі в Угорщині став 150 подіумом для фінських гонщиків у Формулі-1. У дощовій кваліфікації в Спа Кімі показав лише 8-й час, а в гонці зійшов через проблеми з гальмами. Це перший схід Ряйкконена за весь його час виступу в Лотусі. В Італії він виступив слабо, стартувавши і фінішувавши 11-м. Причому на старті фін пошкодив переднє антикрило об машину Серхіо Переса, через що йому довелося під час гонки робити 2 піт-стопи проти одного у конкурентів. В кінці гонки він наздогнав Дженсона Баттона, який був на 10 позиції, але пройти його не встиг.
11 вересня 2013 року оголошено про те, що Ряйкконен з 2014 року повертається в Феррарі, підписавши з командою дворічний контракт.
У Сінгапурі Кімі через проблеми зі спиною кваліфікувався лише 13-м, але в гонці через меншу кількість піт-стопів прорвався на нижню сходинку подіуму. У Кореї кваліфікувався десятим, але через штраф Марка Веббера стартував 9-м. У гонці здійснив прорив до 2-го місця. В Японії кваліфікувався дев'ятим і фінішував на п'ятому місці. В Індії стартував 6-м і фінішував 7-м, причому на передостанньому колі через сильний знос шин зробив позаплановий піт-стоп, і на останньому колі на свіжій м'якій гумі показав найшвидше коло. В Абу-Дабі кваліфікувався 5-м, але був виключений стюардами з протоколу і переміщений на останнє місце на старті через невідповідність регламенту передньої частини днища. У гонці зійшов вже в першому повороті, пошкодивши кермове управління після контакту з машиною Гідо ван дер Гарде. 10 листопада стало відомо що Кімі пропустить дві останні гонки в США і Бразилії у зв'язку з операцією, яку повинні йому провести 14 листопада на спині через давні проблеми з хребтом. Ряйкконена на два Гран-прі замінив Хейккі Ковалайнен. Сезон Кімі закінчив на п'ятому місці в особистому заліку.

#### Повернення до Феррарі (2014—2018)

##### 2014
Зміна правил у сезоні 2014 року дозволила водіям вибрати унікальний номер автомобіля, який вони використовуватимуть протягом усієї кар'єри у Формулі-1. Ряйкконен, проте, вирішив зберегти номер автомобіля № 7, який він використовував для команди «Лотус» протягом сезону 2013 року, оскільки «це номер, який я вже мав минулого року, і я не бачу причин його змінювати».
У першій гонці після повернення до італійської команди Ряйкконен фінішував 8-м, але через дискваліфікацію Данієля Ріккардо піднявся на 7 місце. У Малайзії кваліфікувався шостим, але гонка була зіпсована вже на 2-му колі, коли Кевін Магнуссен, під час обгону, проколов пілоту «Феррарі» заднє праве колесо своїм переднім антикрилом. Кімі втратив майже хвилину на те, щоб дістатися до своїх боксів і в підсумку закінчив гонку на 12-му місці. Він вперше в сезоні випередив напарника по команді, Фернандо Алонсо, у кваліфікації Гран-прі Бахрейну, показавши шостий час. Однак провалив старт і фінішував десятим слідом за Алонсо. У Китаї він кваліфікувався лише одинадцятим, однак, у гонці фінішував восьмим. В Іспанії випередив Алонсо у кваліфікації, показавши шостий час. Однак в гонці фінішував 7-м, позаду Алонсо.

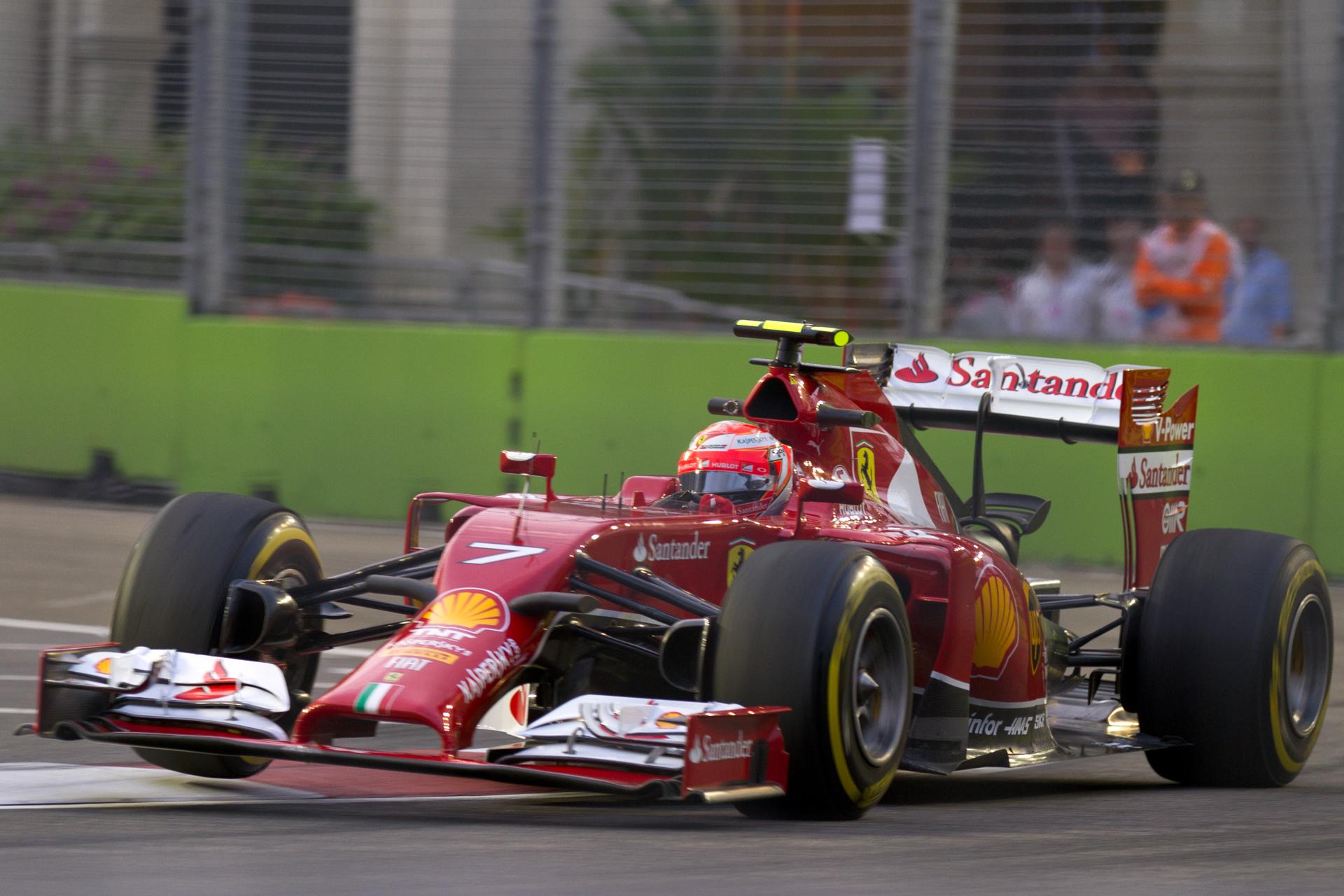
Ряйкконен під час першої практики на Гран-прі Сінгапуру

У Монако кваліфікувався 6-м. У гонці добре стартував і вийшов на третє місце після сходу Себастьяна Феттеля. Але в подальшому по ходу гонки відкотився назад через прокол колеса, а за п'ять кіл до фінішу зіткнувся з Кевіном Магнуссеном в повороті Fairmont Hotel, уткнувшись в огорожу. Кімі змушений був заїхати на третій піт-стоп в результаті фінішував дванадцятим, на передостанньому колі показавши найкраще коло в гонці. Це найкраще коло стало вже 40-м в кар'єрі фіна.
У Канаді стартував і фінішував десятим. В Австрії, де Кімі провів свій 200 старт у Формулі-1, фінішував десятим. У Великій Британії вже у 1-му колі Ряйкконен занадто широко вийшов з повороту і, підскочивши на поребрику, врізався у відбійник. Перенавантаження під час аварії відповідало 47 g0 (460 м/с2). Однак, крім невеликого болю у ребрах, Кімі не отримав інших ушкоджень і був допущений до наступних перегонів. У Німеччині фінішував 11-м. У першому сегменті кваліфікації Гран-прі Угорщини «Феррарі» вирішила обмежитися однією спробою на шинах типу medium, через що на останніх секундах пілот команди «Marussia» Жюль Бьянкі вибив Кімі з другого сегмента, відсунувши його на 17-е місце. У гонці прорвався на 6 місце. Хорошу гонку Кімі зміг провести в Бельгії. Стартувавши восьмим, він фінішував четвертим, борючись в кінці гонки за нижню сходинку подіуму зі своїм співвітчизником Вальттері Боттасом. В Італії фінішував 10-м, але через штраф Кевіна Магнуссена перемістився на 9 місце. Гран-прі Японії виявилось провальним для всієї команди. Ряйкконен стартував 10-м і фінішував 12-м, а його напарник Алонсо і зовсім зійшов з дистанції вже на 3-му колі через проблеми з електронікою. На першому в історії Гран-прі Росії Кімі кваліфікувався дев'ятим, але просунувся на восьме місце, через штраф накладений на Магнуссена. У гонці фінішував 9-м. У США він стартував 8-м, але через сильний знос шин фінішував лише 13-м. У Бразилії фінішував 7-м. У фінальній гонці сезону в Абу-Дабі стартував 7-м і фінішував 10-м.
Сезон Кімі завершив на дванадцятому місці, заробивши 55 очок, і вперше з дебютного сезону 2001 року жодного разу не піднявся на подіум.

##### 2015
Кімі Ряйкконен почав сезон з новим партнером по команді, чотириразовим чемпіоном світу Себастьяном Феттелем, Фернандо Алонсо перейшов в команду «Макларен». Вже на передсезонних тестах було помітно, що «Феррарі» зуміла суттєво доопрацювати свій двигун і серйозно підтягтися до представників моторів Mercedes, заводської команди «Мерседес» і «Вільямс».

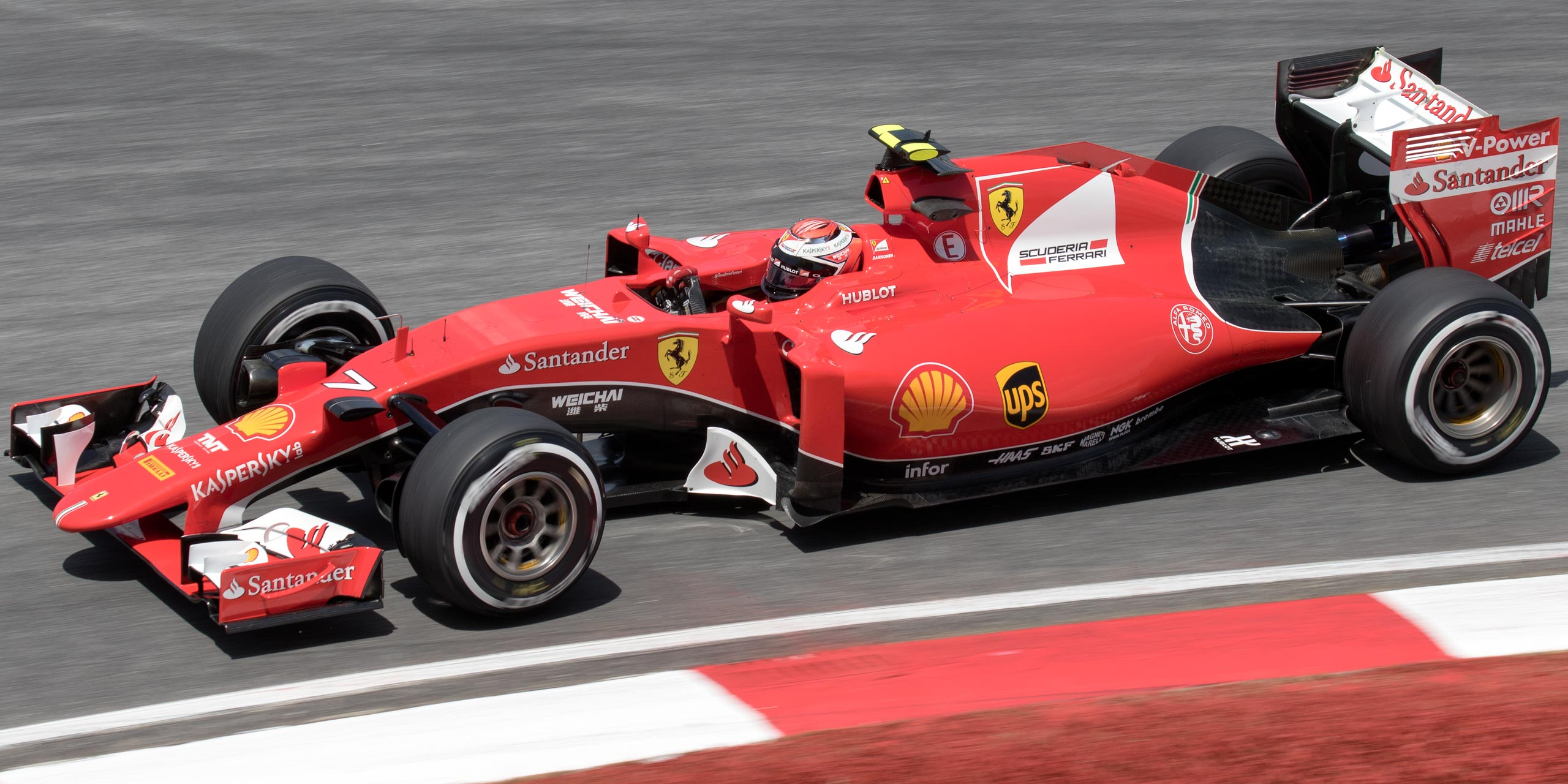
Кімі під час другої практики на Міжнародному автодромі Сепанг

На першому в сезоні Гран-прі Австралії Кімі кваліфікувався на п'ятому місці, всього 0,3 секунди поступившись Феттелю. У гонці Кімі зійшов на 41 колі через недокручене на піт-стопі заднє ліве колесо. Проте Ferrari підтвердила свою швидкість, Феттель фінішував третім, а Кімі по ходу гонки демонстрував відмінний темп на м'якій гумі. У Малайзії фін погано кваліфікувався (11-м), на старті проколов колесо, але поява на трасі машини безпеки повернула його в гонку. Кімі зробив прорив на 4 місце. У Китаї він кваліфікувався 6-м і фінішував 4-м, причому після другого піт-стопа Льюїса Хемілтона вийшов в лідери гонки на одне коло, вперше з Гран-прі Німеччини 2013 року. У Бахрейні Ряйкконен стартував четвертим, однак фінішував другим, вперше з Гран-прі Кореї 2013 року піднявся на подіум і показав найшвидше коло в гонці. В Іспанії фінішував 5-м. У Монако стартував і фінішував шостим. У Канаді кваліфікувався в першій трійці, вперше з Гран-прі Китаю 2013. У гонці, після розвороту в повороті Casino, пропустив вперед Вальттері Боттаса і фінішував четвертим, показавши найкраще коло в гонці. Це найшвидше коло стало 42-м в кар'єрі Кімі і він вийшов за цим показником на друге місце в історії, обійшовши Алена Проста. У Шпільберзі погано кваліфікувався (14-м), а в гонці зійшов вже на 1-му колі, зіткнувшись з Фернандо Алонсо.

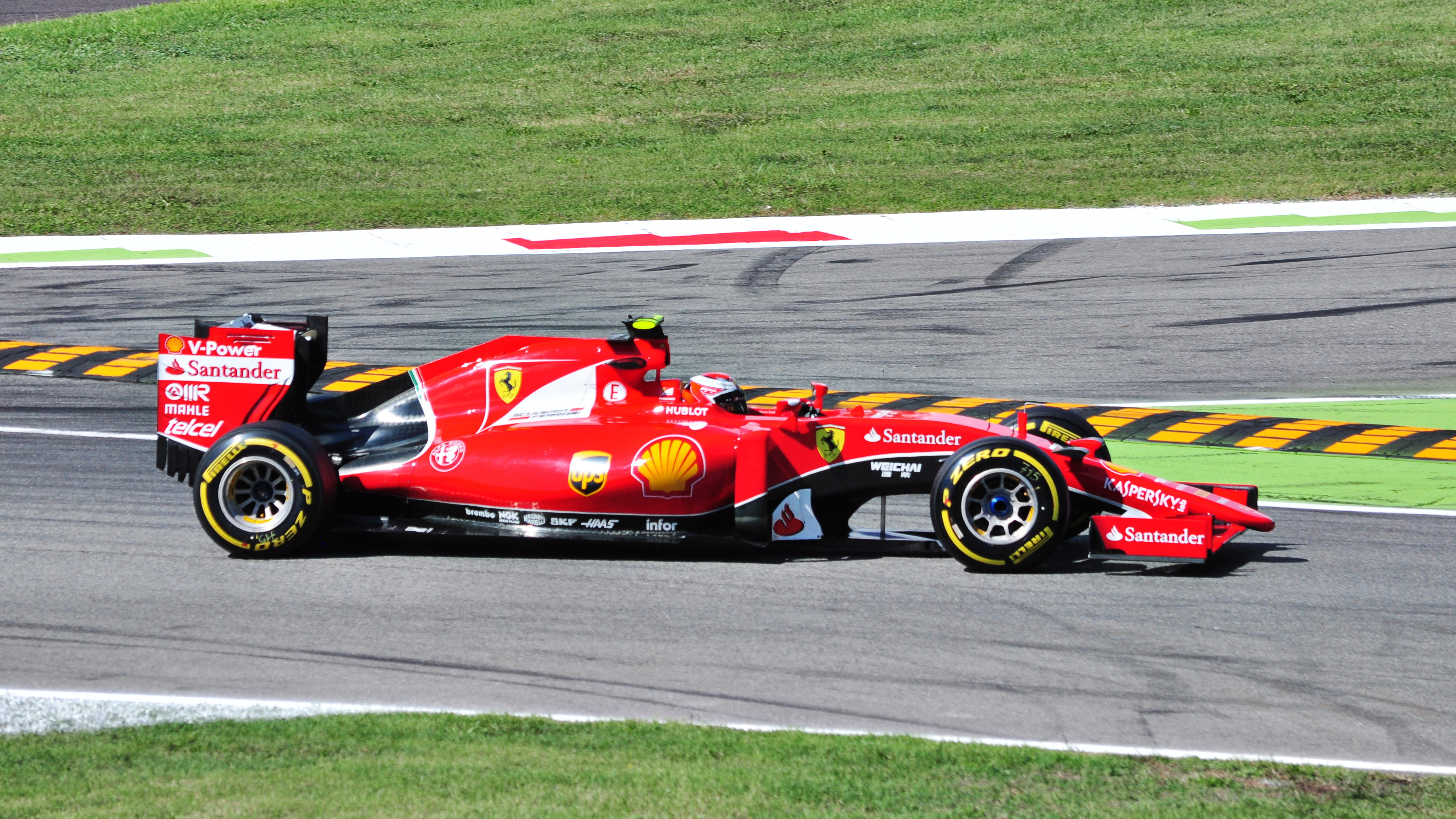
Ряйкконен під час кваліфікації на Гран-прі Італії 2015

У Великій Британії кваліфікувався 5-м, але потім, коли став наближатися дощ, команда занадто рано покликала його в бокси, щоб перейти на проміжну гуму. Він проїхав на цій гумі 3-4 кола по сухій трасі перш ніж пішов дощ. Ситуація один в один нагадувала Малайзію 2009 року. У підсумку Ряйкконену довелось заїжджати на ще один піт-стоп і він зміг фінішувати лише на 8-й позиції. В Угорщині кваліфікувався 5-м, на старті вирвався на 2 місце і довго утримував цю позицію, поки через проблеми з кінетичним генератором силової установки не зійшов з дистанції за 15 кіл до фінішу.
Перед Гран-прі Бельгії Феррарі оголосила про продовження контракту з Кімі Ряйкконеном на сезон 2016 року. Стартувавши в гонці з шістнадцятого місця через проблеми з тиском мастила і коробкою передач у кваліфікації, піднявся на фініші до сьомого. В Італії зміг кваліфікуватися в першому ряду, вперше з Гран-прі Китаю 2013. На старті відкотився на останнє місце, через проблеми зі зчепленням, але прорвався по ходу гонки на п'яте місце. У Сінгапурі показав третій час у кваліфікації, а Себастьян Феттель завоював перший поул-позишн для Ferrari з Гран-прі Німеччини 2012 року. У гонці обидва фінішували на тих же позиціях, на яких і стартували. В Японії Кімі стартував 6-м і фінішував 4-м. 

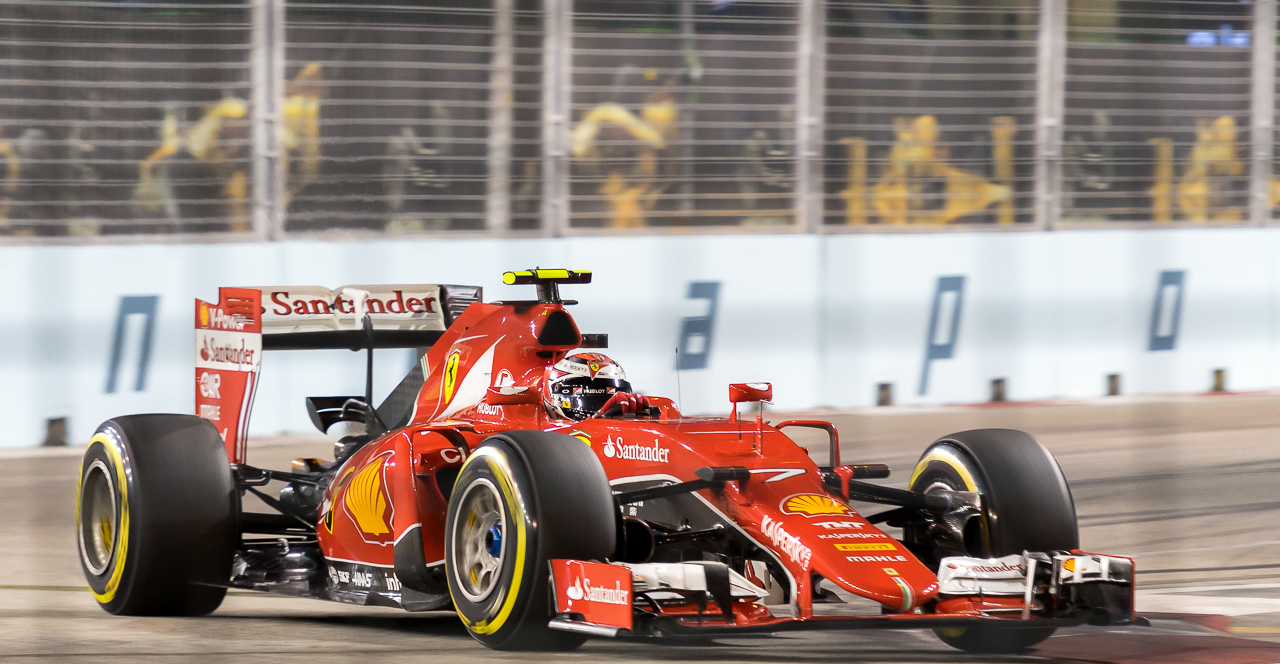
Кімі на Гран-прі Сінгапуру 2015

У Росії кваліфікувався 5-м. На старті відіграв 2 позиції, але після 2-го рестарту, викликаного машинами безпеки, знову відкотився на 5 місце. Пізніше разом зі співвітчизником Вальттері Боттасом прорвався на 4-5 місця. За 2 кола до фінішу обидва пройшли Серхіо Переса, а на останньому колі Ряйкконен спробував атакувати Боттаса в боротьбі за подіум, але перегальмував і вибив співвітчизника, пошкодивши собі підвіску. В результаті Кімі фінішував лише 5-м, пропустивши назад Переса і Феліпе Массу. Однак після гонки стюарди визнали його винним в інциденті і додали до підсумкового протоколу гонки 30 секунд, що відкинуло Ряйкконена на 8 місце. У США кваліфікувався 8-м, але через штраф за заміну двигуна стартував 18-м. У гонці зійшов через проблеми з гальмами. У Мексиці через проблеми з двигуном і коробкою передач стартував 19-м, а в гонці зійшов з дистанції після зіткнення з Боттасом. На автодромі Інтерлагос у Бразилії, провів спокійну гонку, стартувавши і фінішувавши четвертим. В Абу-Дабі кваліфікувався і фінішував на третій позиції, забезпечивши собі третій подіум за чемпіонат. Сезон Кімі Ряйкконен завершив на підсумковому четвертому місці, заробивши 150 очок.

##### 2016
На перших перегонах сезону Гран-прі Австралії Ряйкконен кваліфікувався на четвертому місці, в гонці зійшов через перегрів турбоблоку. У Бахрейні кваліфікувався четвертим, на старті гонки втратив пару позицій, але потім зміг прорватися і фінішував другим. Цей подіум став для нього вже восьмим на автодромі Сахір. У кваліфікації Гран-прі Китаю посів третє місце, випередивши Себастьяна Феттеля, однак у першому колі гонки напарник зачепив його машину, і в результаті Ряйкконен зламав переднє антикрило об машину Данила Квята. Потім зміг фінішувати на п'ятій позиції.

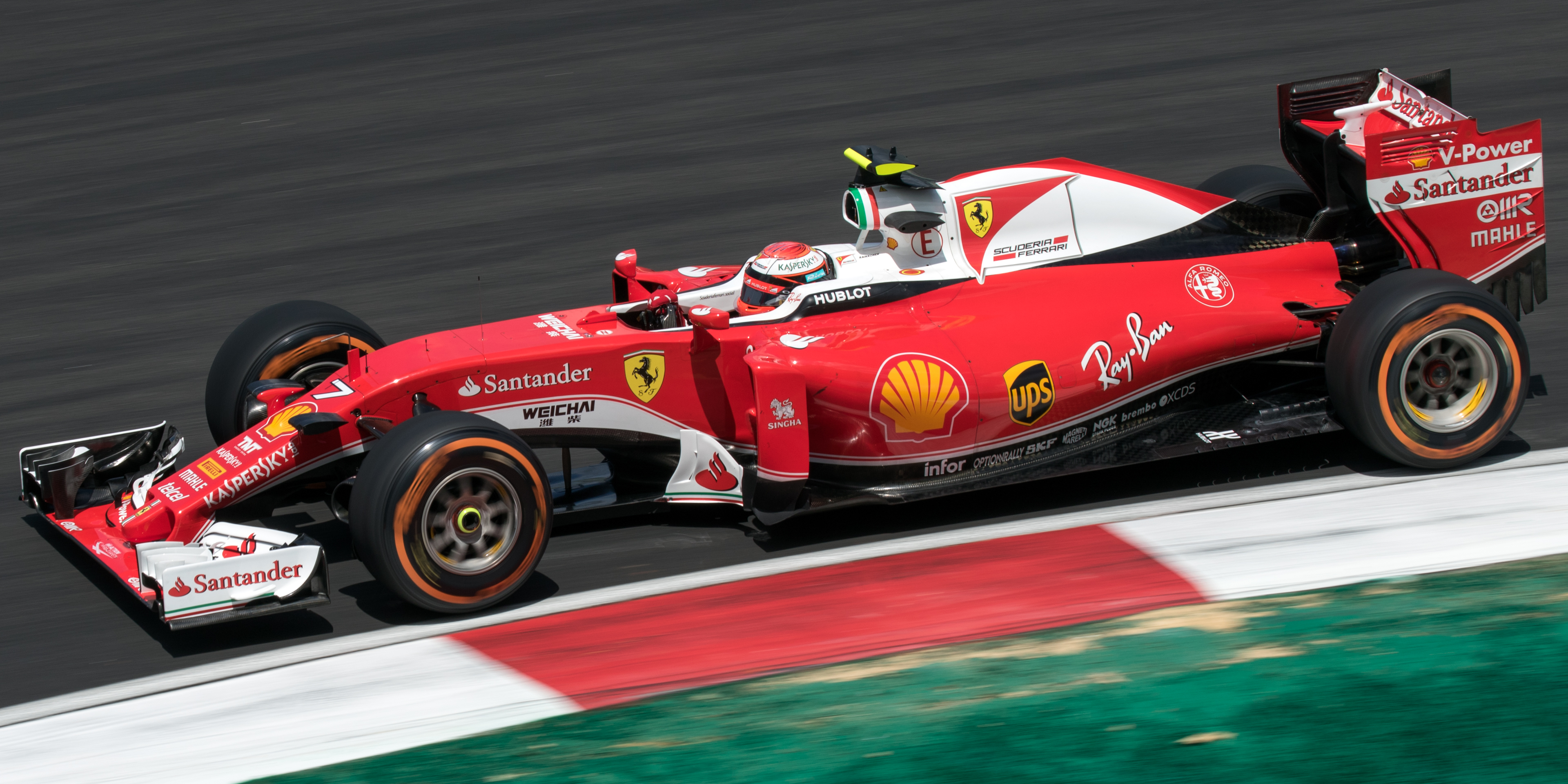
Кімі Ряйкконен під час другої практики на Гран-прі Малайзії 2016 року

На Гран-прі Росії кваліфікувався на четвертому місці, але стартував третім після штрафу Феттеля і фінішував на тій же позиції. Цей подіум став 700-м для «Феррарі». В Іспанії кваліфікувався п'ятим, на старті пропустив вперед Феттеля і Карлоса Сайнса. У третьому повороті зіткнулися і вибули з гонки пілоти «Мерседеса», в результаті чого лідерство захопили гонщики команди «Ред Булл». Ряйкконен за допомогою тактики двох піт-стопів зумів випередити Феттеля і Ріккардо та протягом останніх п'ятнадцяти кіл переслідував лідера гонки Макса Ферстаппена. Але 18-річний Ферстаппен сенсаційно виграв Гран-прі Іспанії, а Ряйкконен фінішував на другій позиції, поступившись йому всього 0,6 секунди. У Монако стартував з 11-го місця, проте зійшов під час гонки. У Канаді стартував і фінішував на шостому місці. На Гран-прі Європи в Азербайджані стартував п'ятим і фінішував четвертим. По ходу гонки отримав п'ятисекундний штраф за перетин білої лінії під час заїзду на піт-лейн.

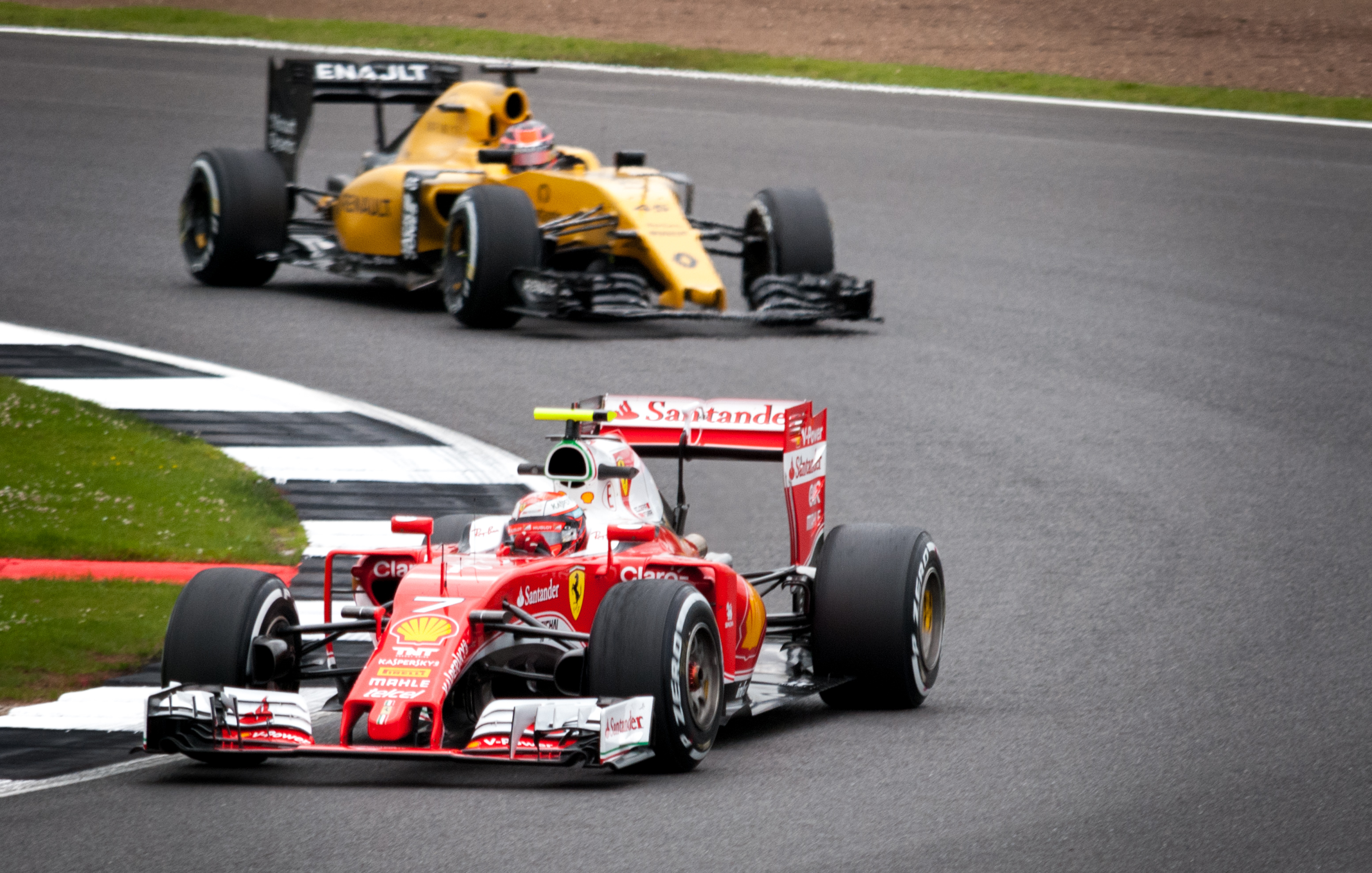
Ряйкконен (спереду) та пілот команди Рено, Кевін Магнуссен, на Гран-прі Великої Британії 2016 року

В Австрії кваліфікувався шостим, але після штрафів Феттеля і Росберга стартував четвертим. У гонці, використавши тактику більш пізнього піт-стопа, мав в кінці свіжіші шини ніж у конкурентів. Це дозволило йому обігнати на останніх колах Ріккардо і наздогнати Ферстаппена. На 71 колі стався контакт між «Мерседесами», в результаті чого Росберг пропустив вперед Ферстаппена і Ряйкконена, які фінішували на другому і третьому місці. Після гонки Ряйкконен зазначив, що жовті прапори на другому секторі останнього кола перешкодили йому здійснити обгін Ферстаппена. Перед Гран-прі Великої Британії «Феррарі» оголосила про продовження контракту з Ряйкконеном на 2017 рік. У гонці стартував і фінішував п'ятим. Кваліфікація Гран-прі Угорщини кілька разів переривалася червоними прапорами через дощ та аварії. У другому сегменті Ряйкконен занадто рано закінчив своє коло, через що кожне нове поліпшення часу інших пілотів відкидало фіна назад. У гонці з 14 місця прорвався до шостого, атакувавши Ферстаппена на останніх колах в боротьбі за п'яте місце. Показав найкраще коло в гонці. У Німеччині «Феррарі» поступалася в темпі не тільки «Мерседесам», а й команді «Ред Булл». Ряйкконен кваліфікувався на п'ятому місці, а в гонці фінішував шостим.
У Бельгії кваліфікувався третім. На старті гонки в шпильці La Source сталася аварія між Ряйкконеном, Феттелем і Ферстаппеном, в результаті якої Кімі, отримавши прокол переднього колеса, пошкодження переднього крила і днища, був змушений сім кілометрів повільно повертатися в бокси. На піт-стопі виникли проблеми зі зміною переднього антикрила. Ряйкконен виїхав з боксів, в результаті, в колі від лідера, але сейфті-кар і наступна зупинка гонки, викликана серйозною аварією Кевіна Магнуссена дозволили йому повернутися в боротьбу. У підсумку Ряйкконен фінішував дев'ятим. В Італії стартував і фінішував четвертим. У Сінгапурі стартував п'ятим і фінішував четвертим, змагаючись за нижню сходинку подіуму з Льюїсом Хемілтоном. У Малайзії стартував шостим і фінішував четвертим. В Японії кваліфікувався третім, але через позапланову зміну коробки передач стартував 8-м. У гонці фінішував п'ятим. В Остіні кваліфікувався п'ятим, в гонці ж під час планового піт-стопа заднє колесо не було закручено, і команда змушена була попросити Ряйкконена зупинити машину на виїзді з піт-лейну. У Мексиці стартував і фінішував шостим. Це був вже 250-й старт у кар'єрі Кімі Ряйкконена. На автодромі Інтерлагос у Бразилії кваліфікувався третім. У гонці, яка проходила під дощем, зачепив слизьке узбіччя і розбив машину на стартовій прямій. В Абу-Дабі кваліфікувався четвертим і таким чином випередив за підсумками сезону у кваліфікаціях свого напарника Себастьяна Феттеля з рахунком 11-10. У гонці фінішував шостим. Сезон Кімі завершив на шостому місці в чемпіонаті, заробивши 186 очок, чотири рази піднявшись на подіум.

##### 2017

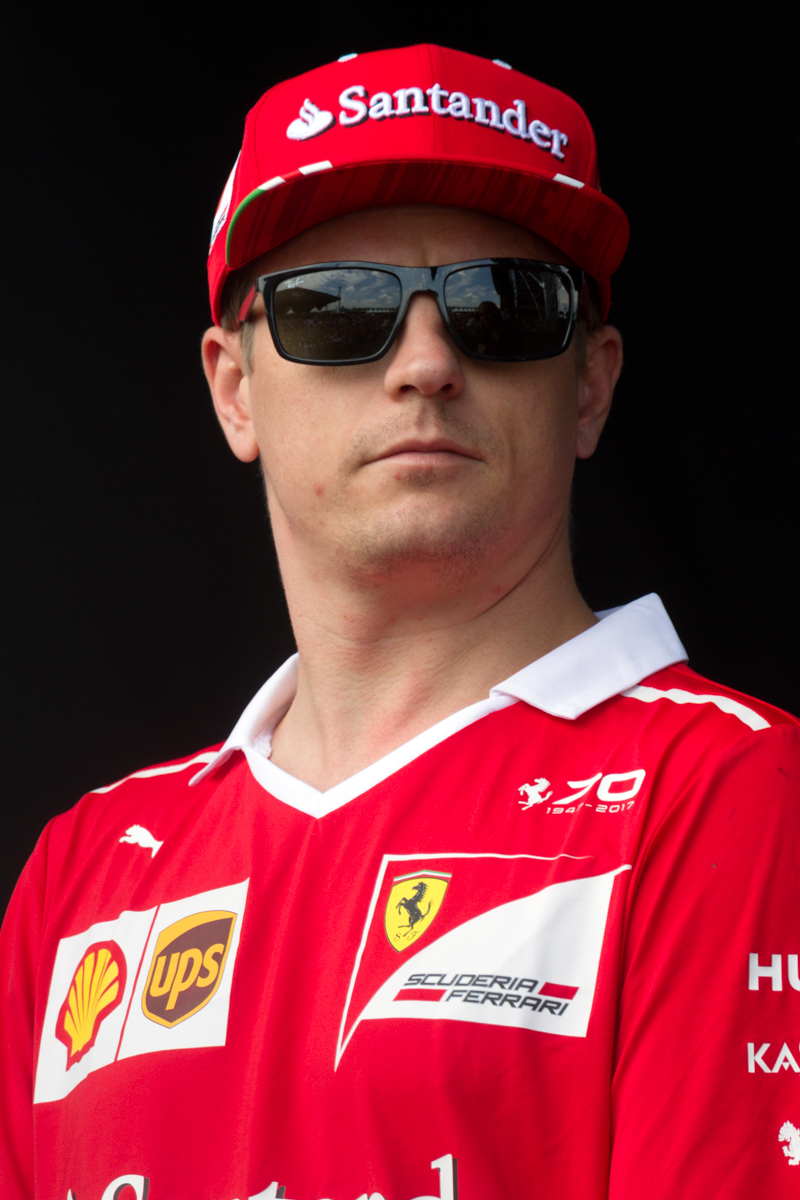
Кімі на фан-зустрічі перед Гран-прі Малайзії 2017

Нова машина «Феррарі» отримала позначення SF-70H, в честь 70 річниці випуску першого автомобіля Феррарі. Передсезонні тести, які проходили в Барселоні, Кімі завершив з підсумковим найкращим часом, що разом з революційним компонуванням машини (форма повітрозабірників, дефлектори, змінена задня частина машини), давало очікування того, що Феррарі готова дати серйозний бій домінуючій команді «Мерседес». На Гран-прі Австралії Кімі стартував і фінішував четвертим, він відзначив незадоволення поведінкою машини в час кваліфікації і в першій половині гонки. Ближче до кінця гонки Кімі зміг підвищити темп і показав найшвидше коло в гонці. У Китаї стартував четвертим і фінішував п'ятим.
У кваліфікації Гран-прі Бахрейну Кімі показав п'ятий результат. На старті гонки втратив пару позицій, через обгони й тактику зміг відіграти їх, але на боротьбу за подіум часу вже не вистачило. У Сочі ледь не взяв поул, поступившись Феттелю менше 0,6 секунди. Цей перший ряд став першим для Феррарі від Гран-прі Франції 2008. На старті гонки обох пілотів Феррарі обігнав Боттас, який і здобув перемогу, а Кімі вперше з початку сезону демонстрував відмінний перегоновий темп, під кінець гонки показав найкраще коло і завоював свій перший подіум у сезоні. В Іспанії стартував четвертим, але в гонці зійшов вже в першому повороті зіткнувшись з Максом Ферстаппеном. У Монако Кімі завоював перший з Гран-Прі Франції 2008 поул, перевершивши результат напарника по команді всього на 0.04 секунди. У гонці ж після трохи більш раннього піт-стопа поступився лідерством Себастьяну Феттелю і фінішував другим.

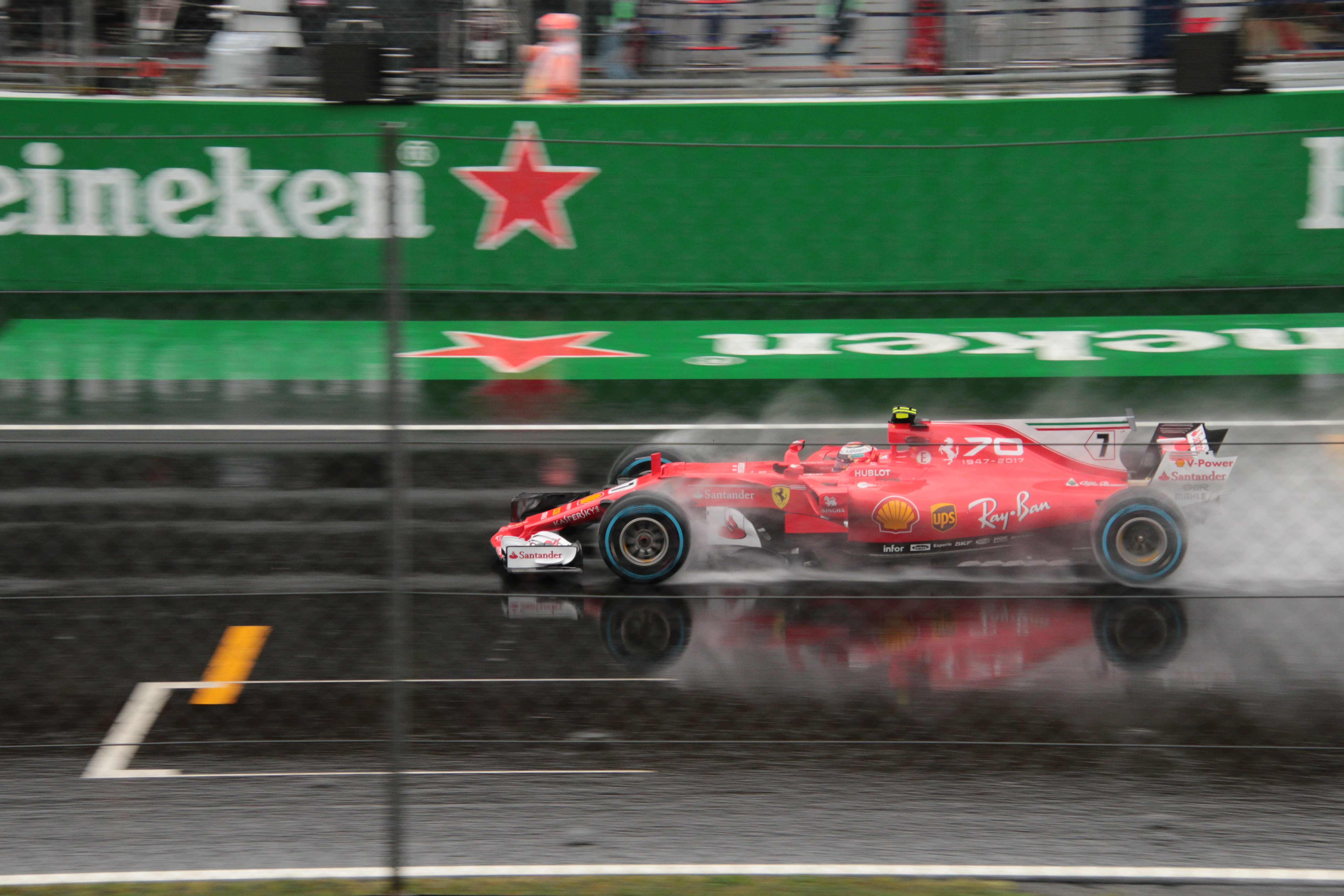
Ряйкконен під час кваліфікації на Гран-прі Італії 2017 року. Його Ferrari SF70H використовує спеціальну ювілейну ліврею до 70- річчя випуску першого автомобіля Ferrari

На Гран-прі Угорщини Ряйкконен кваліфікувався другим, також закінчивши гонку на цій позиції. У Бельгії та Італії Кімі фінішував четвертим та п'ятим відповідно. Ряйкконен кваліфікувався четвертим на Гран-прі Сінгапуру, але був втягнутий до суперечливої аварії у першому повороті між Феттелем та Максом Ферстаппеном, яка вивела всіх трьох водіїв з гонки і дозволила Льюїсу Хемілтону збільшити свою перевагу над Феттелем в особистому заліку до 28 очок. У Малайзії він кваліфікувався другим, але не почав гонку через технічні проблеми з акумулятором. Ряйкконен посів п'яте місце на Гран-прі Японії, а на Гран-прі США в Остіні фінішував третім. Він повторив цей результат на Гран-прі Мексики та Гран-прі Бразилії.
22 серпня 2017 року Ряйкконен продовжив контракт з Феррарі ще на один сезон.
Кімі завершив сезон на 4 місці, набравши 205 очок, піднявся 7 разів на подіум і завоював свій перший з 2008 року поул. Коментуючи свій виступ у сезоні 2017 року, Ряйкконен відзначив, що він був слабким та додав: «якщо ви подивитесь чисто на кінцеві результати, це не дуже добре».

##### 2018
Кімі кваліфікувався на першому ряду в Мельбурні і фінішував на третій позиції.
Вікенд в Бахрейні Кімі почав з найкращого часу в п'ятницю і в третій частині вільних заїздів. У кваліфікації ж він потрапив в трафік і не зміг поліпшити у фінальній спробі свій час, поступившись Себастьяну Феттелю 0,143 секунди. Однак під час перегонів на перших ж метрах дистанції Кімі поступився другим місцем Валттері Боттасу, а під час другого піт-стопа на 36 колі, йому помилково дали сигнал до старту в той момент, коли механіки ще міняли заднє ліве колесо, в результаті цього Кімі стартував і зачепив механіка, зламавши йому ногу, в результаті чого його попросили зупинити машину на піт-лейні. Цей інцидент обійшовся «Феррарі» у €50,000 штрафу.

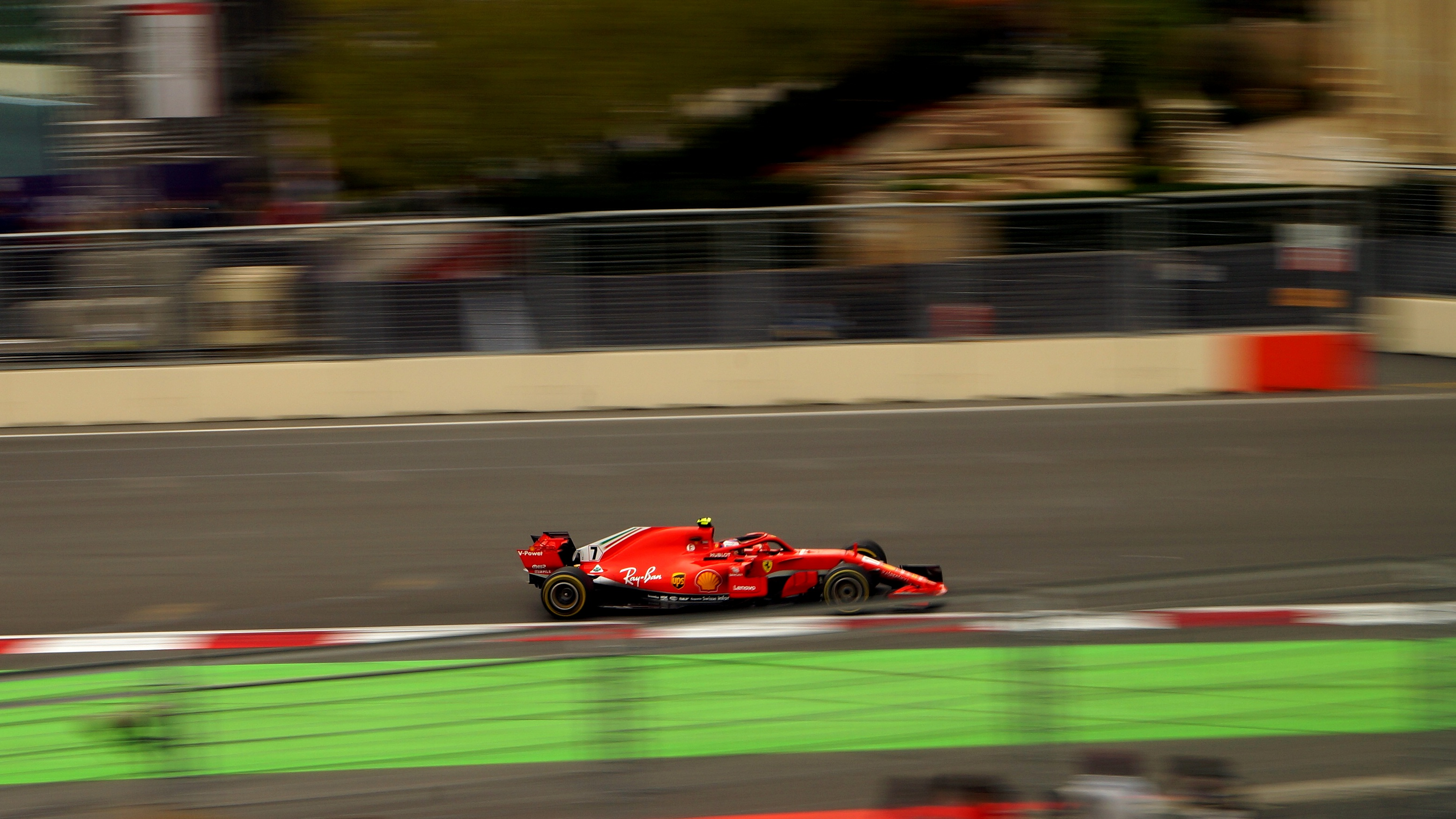
Ряйкконен на Гран-прі Азербайджану 2018

У Китаї знову кваліфікувався другим, вперше з сезону 2005 року Кімі стартував з першого ряду в трьох гонках поспіль. У гонці фінішував третім, позаду «Мерседеса» Валттері Боттаса. У Баку під час кваліфікації показав найкращий час на першому та другому секторах, але помилився при виході на довгу стартову пряму та, у результаті, показав лише 6-й час. На першому колі гонки, в четвертому повороті, його атакував Естебан Окон, місця в повороті не вистачило і Кімі відтиснув болід Форс Індії у відбійник, пошкодивши собі також переднє крило. Ближче до кінця перегонів зіткнулися між собою пілоти Ред Булл, і це вивело Кімі на 4-е місце. На 48 колі у лідера гонки, Вальттері Боттаса, стався прокол шини і він зійшов. В результаті, Кімі фінішував другим слідом за Льюїсом Хемілтоном.
На Гран-прі Іспанії стартував четвертим, але на 26-му колі різко втратив потужність, як пізніше з'ясувалося через проблеми з проводкою. У Монако стартував і фінішував четвертим. У Канаді стартував п'ятим і фінішував шостим. У Франції на автодромі Поль-Рікар стартував шостим, але на старті через аварію в першому повороті між Феттелем та Боттасом втратив пару позицій, проте зміг їх відіграти і вийшов на четверте місце. Пізніше довгий відрізок на шинах «ultrasoft» з хорошим темпом дозволив Кімі не тільки виїхати після свого піт-стопа відразу позаду Феттеля, якого Кімі незабаром пройшов, бо мав свіжішу гуму, але і всього в кількох секундах від Данієля Ріккардо, якого Кімі зміг обігнати на останніх колах і фінішував третім.
В Австрії кваліфікувався четвертим, але стартував третім через штраф в три позиції, накладений на Себатьяна Феттеля, і зміг порівнятися в першому повороті з двома Мерседесами, але потім його контратакував Боттас, а через декілька кіл обігнали Ріккардо і Ферстаппен. Після піт-стопа через акуратнішу роботу з гумою Кімі зміг повернути позицію у Данієля Ріккардо, а сходи Льюїса Хемілтона і Вальттері Боттаса вивели його на друге місце в гонці.
В Італії Кімі здобув поул-позицію, встановивши новий рекорд траси і проїхавши найшвидше коло в історії Формули-1, середня швидкість становила 263,587 км/год.
У жовтні 2018 року Кімі виграв 18-й етап чемпіонату — Гран-прі США. Ця перемога стала для нього першою за 5 сезонів, попередній раз Ряйкконен виграв Гран-прі Австралії 2013 року. Розрив між перемогами склав 2044 дні та 113 перегонів. Також Ряйкконен став найуспішнішим фінським гонщиком з точки зору перемог. Випадково ця перемога припала на 11-ту річницю чемпіонства Ряйкконена у 2007 році.
Після цієї перемоги він двічі фінішував третім на Гран-прі Мексики та Бразилії. В Абу-Дабі фін був змушений зійти через проблему з електрикою, але тим не менше, незважаючи на чотири технічні сходи, він зайняв третє місце у особистому заліку у своєму останньому сезоні з «Феррарі».

#### Альфа Ромео (2019—2021)
У вересні 2018 року «Sauber Motorsport» офіційно підтвердили контракт з Кімі Ряйкконеном на сезон 2019 року. 25 вересня 2018 команда оголосила що напарником Кімі Ряйкконена стане італієць Антоніо Джовінацці.
1 лютого 2019 року Sauber була перейменована в «Альфа Ромео».
18 лютого 2019 «Альфа Ромео» представила нову машину перед початком першого дня зимових тестів в Барселоні. Перед цим команда провела обкатку машини на трасі Фіорано — Кімі Ряйкконен першим випробував нову С38.

##### 2019

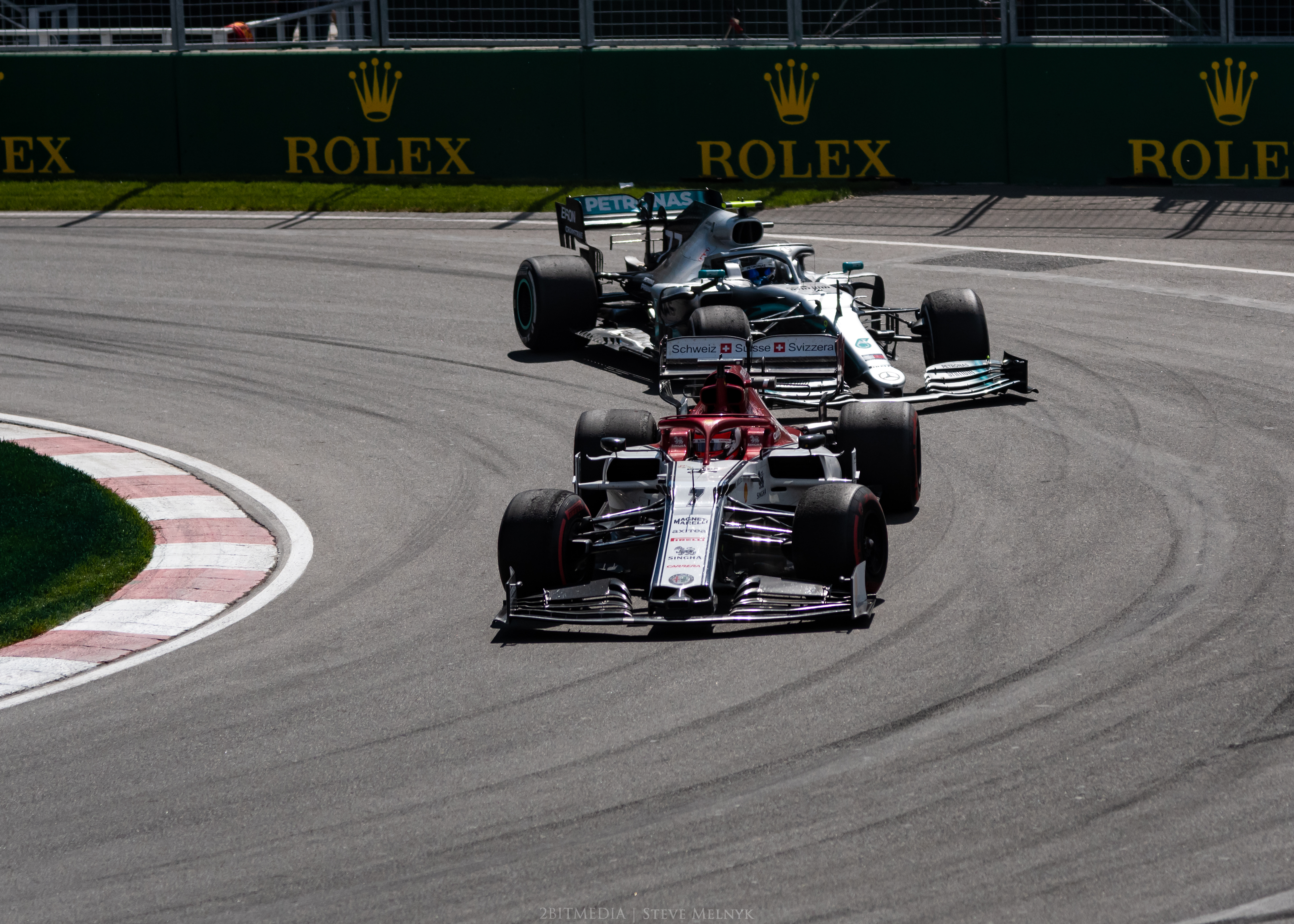
Кімі Ряйкконен (спереду) та пілот команди Мерседес Вальттері Боттас (позаду) на Гран-прі Канади 2019 року

З початку сезону в Мельбурні, виступи Кімі виявилися досить непогані. У кваліфікації він регулярно виходив в Q3, тричі стартував дев'ятим. За результатами перших чотирьох гран-прі, Ряйкконен був єдиним пілотом не з перших трьох команд (Мерседес, Феррарі та Ред Булл), який фінішував у очковій зоні.
З початком європейської серії етапів швидкість «Альфи Ромео» щодо конкурентів помітно впала, наслідком чого виявилася серія невиразних фінішів Ряйкконена в середині другої десятки. Після оновлення машини, підготовленої до етапу на трасі Поль-Рікар, результати знову покращилися, вдалося ще тричі фінішувати в очковій зоні, повторивши найкращий результат сезону — 7-е місце. У кваліфікації Гран-прі Австрії 2019 року був показаний найкращий результат в сезоні — сьоме місце, яке після штрафів суперників перетворилося в шосте. У гонці ж Кімі підіймався навіть до четвертого місця, проте втримати його не зміг та опустився на дев'яте.
Після літньої перерви боліду «Альфа Ромео» бракувало темпу і Ряйкконен сім гонок підряд фінішував поза очковою зоною. Мав можливість набирати очки в Бельгії, кваліфікувавшись шостим, але Макс Ферстаппен допустив зіткнення з Ряйкконеном у першому повороті. Серія перегонів без очок закінчилася на Гран-прі Бразилії, де Кімі перетнув фінішну пряму четвертим, це був перший фініш у топ-5 для команди з 2013 року. Ряйккенен зайняв 12 місце у особистому заліку з 43 очками, що, знову ж таки, було найкращим результатом для пілота команди «Альфа Ромео» з 2013 року.

##### 2020

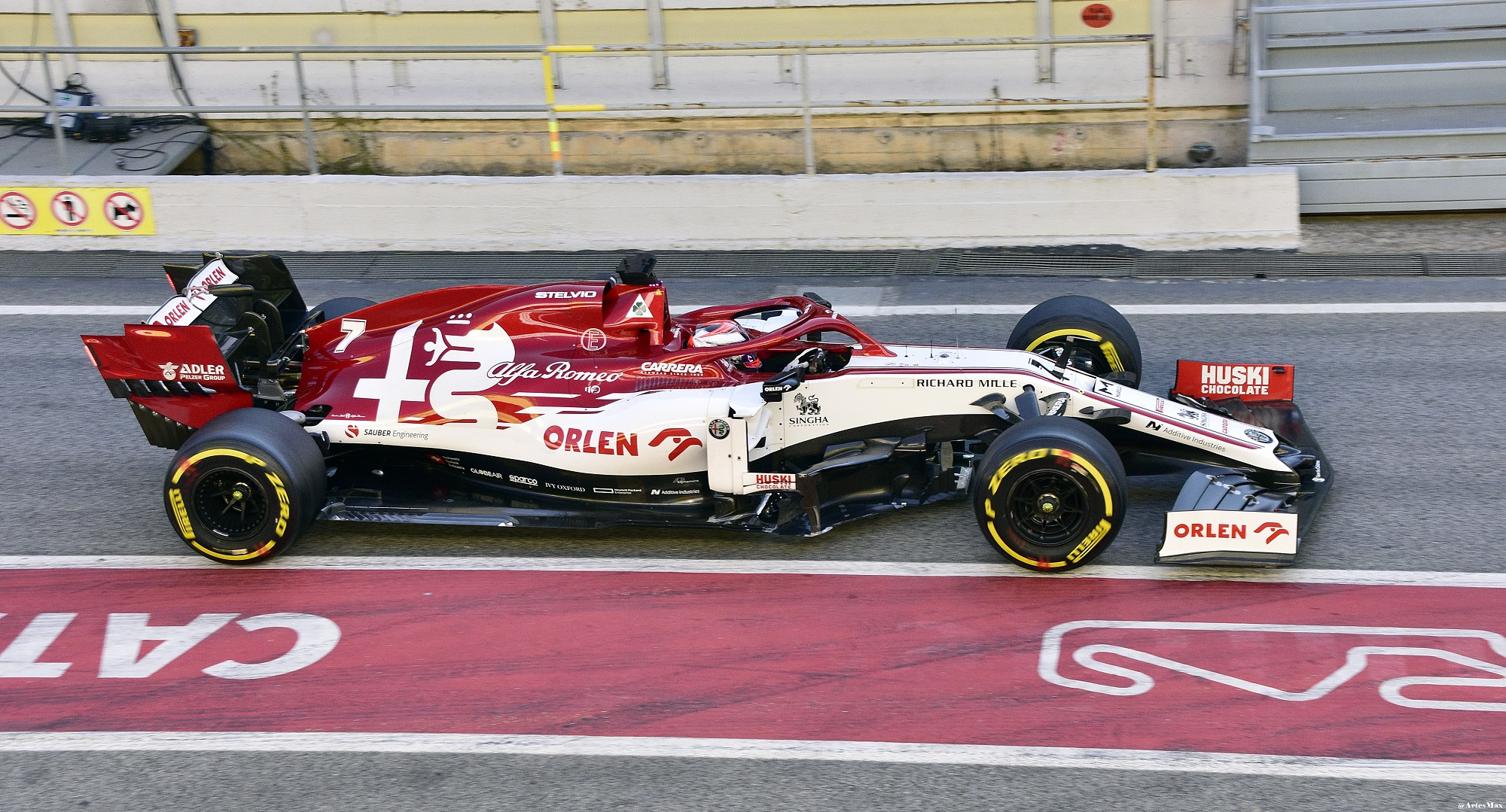
Ряйкконен на передсезонних тестах у Барселоні, 2020 рік

Ряйкконен залишився в команді «Альфа Ромео» на сезон 2020 року. Болід команди виявився одним з найповільніших, нав'язуючи боротьбу лише іншим аусайдерам — командам «Хаас» і «Вільямс». Протягом сезону Ряйкконен двічі набирав очки, фінішувавши дев'ятим на Гран-прі Тоскани і Гран-прі Емілії Романьї, тоді як найкращий кваліфікаційний результат команди був здобутий у Туреччині, де Кімі стартував восьмим. Гонщик закінчив сезон 16-м у турнірній таблиці з чотирма очками, випередивши товариша по команді Антоніо Джовінацці та пілотів «Хааса» та «Вільямса».
323-й старт Ряйкконена Формули-1 на Гран-прі Айфеля призвів до того, що він побив рекорд Рубенса Барікелло за найбільшу кількість проведених гонок в Формулі-1. Кімі виграв нагороду «FIA Action of Year» за своє перше коло на Гран-прі Португалії, під час якого він обігнав 10 болідів.

##### 2021
Ряйкконен продовжуватиме змагатись за «Альфа Ромео» у 2021 році разом з Джовінацці.

## Характер та особисте життя
Кімі Ряйкконен вважається дуже спокійним і незворушним гонщиком, який точно прораховує стратегію і тактику гонки. За ці якості він отримав прізвисько «крижана людина» (The Iceman).
Вважається також, що Ряйкконен дуже любить поспати, так що його доводиться будити перед гонками. Ходили чутки, що за 30 хвилин перед своїм першим Гран-прі у Формулі-1 Кімі ще спав. Він підтвердив ці факти, коли брав участь в останньому епізоді 18 сезону передачі Top Gear як запрошена зірка.
Крім гонок, Кімі захоплюється хокеєм, любить кататися на велосипеді і сноуборді. Полюбляє алкогольні напої, і його часто застають в нетверезому стані; до того ж Кімі курив у минулому.
З 2004 по 2013 рік Ряйкконен був одружений з фінською моделлю Енні Дальман. З нею він жив у величезному особняку площею 526 м² на острові Каскісаарі на околиці Гельсінкі, купленому в 2000-х роках за 9,5 млн євро.
Крім особняка в столиці Фінляндії у Кімі Ряйкконена є вілла з видом на море на острові Пхукет (Таїланд) і пентхаус з історичними інтер'єрами в центрі Гельсінкі — в так званому «Кам'яному палаці» (Kivipalatsi), побудованому в 1896 році архітектором Флорентіно Гранхольмом. У квітні 2014 року стало відомо, що Ряйкконен заплатив за пентхаус близько 3 млн євро, а на реставрацію витратив близько 2 млн євро.
7 серпня 2016 року Кімі Ряйкконен одружився з Мінтту Віртанен. 27 січня 2015 року в них народився син Робін, а 16 травня 2017 року — дочка Ріанна Анджело Мілана.
У серпні 2008 року оголошено, що Ряйкконен з'явиться у наборі фінських поштових марок. На марках, які випущені на честь 370-річчя фінської поштової служби, є зображення його гонок та на подіумах із написом «Чемпіон Формули-1 2007 Кімі Ряйкконен».
У 2011 році Ряйкконен заснував власну команду Чемпіонату світу з мотокросу «Ice 1 Racing».

## Результати виступів
| Сезон | Серія                        | Команда                       | Старти | Перемоги | Поули | ШК | Подіуми | Очки | Місце |
| ----- | ---------------------------- | ----------------------------- | ------ | -------- | ----- | -- | ------- | ---- | ----- |
| 1999  | Формула-Форд                 | ?                             | 2      | ?        | ?     | ?  | ?       | ?    | 5     |
| 1999  | Формула-Форд                 | Continental Racing Van Diemen | 1      | 0        | 0     | 0  | 0       | Н/Д  | НК    |
| 1999  | Британська Формула-Рено 2000 | Manor Motorsport              | 4      | 4        | ?     | 0  | 0       | ?    | 1     |
| 1999  | Британська Формула-Рено 2000 | Haywood Racing                | 4      | 0        | 0     | 0  | 0       | ?    | ?     |
| 2000  | Формула-Рено 2.0             | Manor Motorsport              | 2      | 2        | 2     | 0  | 0       | 62   | 7     |
| 2000  | Formula Renault 2000 UK      | Manor Motorsport              | 10     | 7        | 0     | 0  | 6       | 316  | 1     |
| 2001  | Формула-1                    | Red Bull Sauber Petronas      | 17     | 0        | 0     | 0  | 0       | 9    | 10    |
| 2002  | Формула-1                    | West McLaren Mercedes         | 17     | 0        | 0     | 1  | 4       | 24   | 6     |
| 2003  | Формула-1                    | West McLaren Mercedes         | 16     | 1        | 2     | 3  | 10      | 91   | 2     |
| 2004  | Формула-1                    | West McLaren Mercedes         | 18     | 1        | 1     | 2  | 4       | 45   | 7     |
| 2005  | Формула-1                    | West McLaren Mercedes         | 19     | 7        | 5     | 10 | 12      | 112  | 2     |
| 2006  | Формула-1                    | Team McLaren Mercedes         | 18     | 0        | 3     | 3  | 6       | 65   | 5     |
| 2007  | Формула-1                    | Scuderia Ferrari Marlboro     | 17     | 6        | 3     | 6  | 12      | 110  | 1     |
| 2008  | Формула-1                    | Scuderia Ferrari              | 18     | 2        | 2     | 10 | 9       | 75   | 3     |
| 2009  | Формула-1                    | Scuderia Ferrari              | 17     | 1        | 0     | 0  | 5       | 48   | 6     |
| 2010  | WRC                          | Citroen Junior Team           | 6      | 0        | -     | 0  | 0       | 25   | 10    |
| 2011  | WRC                          | ICE 1 Racing                  | 6      | 0        | 0     | 0  | 0       | 34   | 10    |
| 2012  | Формула-1                    | Lotus F1 Team                 | 20     | 1        | 0     | 1  | 7       | 207  | 3     |
| 2013  | Формула-1                    | Lotus F1 Team                 | 17     | 1        | 0     | 2  | 8       | 183  | 5     |
| 2014  | Формула-1                    | Scuderia Ferrari              | 19     | 0        | 0     | 1  | 0       | 55   | 12    |
| 2015  | Формула-1                    | Scuderia Ferrari              | 19     | 0        | 0     | 2  | 3       | 150  | 4     |
| 2016  | Формула-1                    | Scuderia Ferrari              | 21     | 0        | 0     | 1  | 4       | 178  | 6     |
| 2017  | Формула-1                    | Scuderia Ferrari              | 20     | 0        | 1     | 0  | 7       | 205  | 4     |
| 2018  | Формула-1                    | Scuderia Ferrari              | 18     | 1        | 1     | 1  | 12      | 221  | 3     |
| 2019  | Формула-1                    | Alfa Romeo Racing             | 21     | 0        | 0     | 0  | 0       | 43   | 12    |
| 2020  | Формула-1                    | Alfa Romeo Racing Orlen       | 17     | 0        | 0     | 0  | 0       | 4    | 16    |
| 2021  | Формула-1                    | Alfa Romeo Racing Orlen       | 21     | 0        | 0     | 0  | 0       | 10   | 16    |

### Формула-1
| Рік  | Команда                   | Шасі            | Двигун                     | 1        | 2        | 3        | 4        | 5        | 6        | 7        | 8        | 9        | 10       | 11       | 12       | 13       | 14       | 15       | 16       | 17       | 18       | 19     | 20       | 21       | 22       | Місце | Очки |
| ---- | ------------------------- | --------------- | -------------------------- | -------- | -------- | -------- | -------- | -------- | -------- | -------- | -------- | -------- | -------- | -------- | -------- | -------- | -------- | -------- | -------- | -------- | -------- | ------ | -------- | -------- | -------- | ----- | ---- |
| 2001 | Sauber Petronas           | Sauber C20      | Petronas 01A 3.0 V10       | АВС 6    | МАЛ Схід | БРА Схід | САН Схід | ІСП 8    | АВТ 4    | МОН 10   | КАН 4    | ЄВР 10   | ФРА 7    | ВЕЛ 5    | НІМ Схід | УГО 7    | БЕЛ Схід | ІТА 7    | США Схід | ЯПО Схід |          |        |          |          |          | 10    | 9    |
| 2002 | West McLaren Mercedes     | McLaren MP4-17  | Mercedes FO 110M 3.0 V10   | АВС 3    | МАЛ Схід | БРА 12   | САН Схід | ІСП Схід | АВТ Схід | МОН Схід | КАН 4    | ЄВР 3    | ВЕЛ Схід | ФРА 2    | НІМ Схід | УГО 4    | БЕЛ Схід | ІТА Схід | США Схід | ЯПО 3    |          |        |          |          |          | 6     | 24   |
| 2003 | West McLaren Mercedes     | McLaren MP4-17D | Mercedes FO 110M/P 3.0 V10 | АВС 3    | МАЛ 1    | БРА 2    | САН 2    | ІСП Схід | АВТ 2    | МОН 2    | КАН 6    | ЄВР Схід | ФРА 4    | ВЕЛ 3    | НІМ Схід | УГО 2    | ІТА 4    | США 2    | ЯПО 2    |          |          |        |          |          |          | 2     | 91   |
| 2004 | West McLaren Mercedes     | McLaren MP4-19  | Mercedes FO 110Q 3.0 V10   | АВС Схід | МАЛ Схід | БАХ Схід | САН 8    | ІСП 11   | МОН Схід | ЄВР Схід | КАН 5    | США 6    |          |          |          |          |          |          |          |          |          |        |          |          |          | 7     | 45   |
| 2004 | West McLaren Mercedes     | McLaren MP4-19B | Mercedes FO 110Q 3.0 V10   |          |          |          |          |          |          |          |          |          |          | ФРА 7    | ВЕЛ 2    | НІМ Схід | УГО Схід | БЕЛ 1    | ІТА Схід | КИТ 3    | ЯПО 6    | БРА 2  |          |          |          | 7     | 45   |
| 2005 | Team McLaren Mercedes     | McLaren MP4-20  | Mercedes FO 110R 3.0 V10   | АВС 8    | МАЛ 9    | БАХ 3    | САН Схід | ІСП 1    | МОН 1    | ЄВР 11   | КАН 1    | США НС   | ФРА 2    | ВЕЛ 3    | НІМ Схід | УГО 1    | ТУР 1    | ІТА 4    | БЕЛ 1    | БРА 2    | ЯПО 1    | КИТ 2  |          |          |          | 2     | 112  |
| 2006 | Team McLaren Mercedes     | McLaren MP4-21  | Mercedes FO 108S 2.4 V8    | БАХ 3    | МАЛ Схід | АВС 2    | САН 5    | ЄВР 4    | ІСП 5    | МОН Схід | ВЕЛ 3    | КАН 3    | США Схід | ФРА 5    | НІМ 3    | УГО Схід | ТУР Схід | ІТА 2    | КИТ Схід | ЯПО 5    | БРА 5    |        |          |          |          | 5     | 65   |
| 2007 | Scuderia Ferrari Marlboro | Ferrari F2007   | Ferrari 056 2.4 V8         | АВС 1    | МАЛ 3    | БАХ 3    | ІСП Схід | МОН 8    | КАН 5    | США 4    | ФРА 1    | ВЕЛ 1    | ЄВР Схід | УГО 2    | ТУР 2    | ІТА 3    | БЕЛ 1    | ЯПО 3    | КИТ 1    | БРА 1    |          |        |          |          |          | 1     | 110  |
| 2008 | Scuderia Ferrari Marlboro | Ferrari F2008   | Ferrari 056 2.4 V8         | АВС 8    | МАЛ 1    | БАХ 2    | ІСП 1    | ТУР 3    | МОН 9    | КАН Схід | ФРА 2    | ВЕЛ 4    | НІМ 6    | УГО 3    | ЄВР Схід | БЕЛ 18   | ІТА 9    | СІН 15   | ЯПО 3    | КИТ 3    | БРА 3    |        |          |          |          | 3     | 75   |
| 2009 | Scuderia Ferrari Marlboro | Ferrari F60     | Ferrari 056 2.4 V8         | АВС 15   | МАЛ 14   | КИТ 10   | БАХ 6    | ІСП Схід | МОН 3    | ТУР 9    | ВЕЛ 8    | НІМ Схід | УГО 2    | ЄВР 3    | БЕЛ 1    | ІТА 3    | СІН 10   | ЯПО 4    | БРА 6    | АБУ 12   |          |        |          |          |          | 6     | 48   |
| 2012 | Lotus F1 Team             | Lotus E20       | Renault RS27-2012 2.4 V8   | АВС 7    | МАЛ 5    | КИТ 14   | БАХ 2    | ІСП 3    | МОН 9    | КАН 8    | ЄВР 2    | ВЕЛ 5    | НІМ 3    | УГО 2    | БЕЛ 3    | ІТА 5    | СІН 6    | ЯПО 6    | КОР 5    | ІНД 7    | АБУ 1    | США 6  | БРА 10   |          |          | 3     | 207  |
| 2013 | Lotus F1 Team             | Lotus E21       | Renault RS27-2012 2.4 V8   | АВС 1    | МАЛ 7    | КИТ 2    | БАХ 2    | ІСП 2    | МОН 10   | КАН 9    | ВЕЛ 5    | НІМ 2    | УГО 2    | БЕЛ Схід | ІТА 11   | СІН 3    | КОР 2    | ЯПО 5    | ІНД 7    | АБУ Схід | США      | БРА    |          |          |          | 5     | 183  |
| 2014 | Scuderia Ferrari          | Ferrari F14 T   | Ferrari 059 1.6 V6 turbo   | АВС 7    | МАЛ 12   | БАХ 10   | КИТ 8    | ІСП 7    | МОН 12   | КАН 10   | АВТ 10   | ВЕЛ Схід | НІМ 11   | УГО 6    | БЕЛ 4    | ІТА 9    | СІН 8    | ЯПО 12   | РОС 9    | США 13   | БРА 7    | АБУ 10 |          |          |          | 12    | 55   |
| 2015 | Scuderia Ferrari          | Ferrari SF15-T  | Ferrari 059/3 1,6 V6T      | АВС Схід | МАЛ 4    | КИТ 4    | БАХ 2    | ІСП 5    | МОН 6    | КАН 4    | АВТ Схід | ВЕЛ 8    | УГО Схід | БЕЛ 7    | ІТА 5    | СІН 3    | ЯПО 4    | РОС 8    | США Схід | МЕК Схід | БРА 4    | АБУ 3  |          |          |          | 4     | 150  |
| 2016 | Scuderia Ferrari          | Ferrari SF16-H  | Ferrari 059/5 1,6 V6T      | АВС Схід | БАХ 2    | КИТ 5    | РОС 3    | ІСП 2    | МОН Схід | КАН 6    | ЄВР 4    | АВТ 3    | ВЕЛ 5    | УГО 6    | НІМ 6    | БЕЛ 9    | ІТА 4    | СІН 4    | МАЛ 4    | ЯПО 5    | США Схід | МЕК 6  | БРА Схід | АБУ 6    |          | 6     | 186  |
| 2017 | Scuderia Ferrari          | Ferrari SF70H   | Ferrari 062 1,6 V6T        | АВС 4    | КИТ 5    | БАХ 4    | РОС 3    | ІСП Схід | МОН 2    | КАН 7    | АЗЕ 14†  | АВТ 5    | ВЕЛ 3    | УГО 2    | БЕЛ 4    | ІТА 5    | СІН Схід | МАЛ НС   | ЯПО 5    | США 3    | МЕК 3    | БРА 3  | АБУ 4    |          |          | 4     | 205  |
| 2018 | Scuderia Ferrari          | Ferrari SF71H   | Ferrari 062 EVO 1,6 V6T    | АВС 3    | БАХ Схід | КИТ 3    | АЗЕ 2    | ІСП Схід | МОН 4    | КАН 6    | ФРА 3    | АВТ 2    | ВЕЛ 3    | НІМ 3    | УГО 3    | БЕЛ Схід | ІТА 2    | СІН 5    | РОС 4    | ЯПО 5    | США 1    | МЕК 3  | БРА 3    | АБУ Схід |          | 3     | 251  |
| 2019 | Alfa Romeo Racing         | Alfa Romeo C38  | Ferrari 064 1.6 V6 t       | АВС 8    | БАХ 7    | КИТ 9    | АЗЕ 10   | ІСП 14   | МОН 17   | КАН 15   | ФРА 7    | АВТ 9    | ВЕЛ 8    | НІМ 12   | УГО 7    | БЕЛ 16   | ІТА 15   | СІН Схід | РОС 13   | ЯПО 12   | МЕК Схід | США 11 | БРА 4    | АБУ 13   |          | 12    | 43   |
| 2020 | Alfa Romeo Racing Orlen   | Alfa Romeo C39  | Ferrari 065 1.6 V6 t       | АВТ Схід | ШТИ 11   | УГО 15   | ВЕЛ 17   | 70 15    | ІСП 14   | БЕЛ 12   | ІТА 13   | ТОС 9    | РОС 14   | АЙФ 12   | ПОР 11   | ЕМІ 9    | ТУР 15   | БАХ 15   | САХ 14   | АБУ 12   |          |        |          |          |          | 16    | 4    |
| 2021 | Alfa Romeo Racing Orlen   | Alfa Romeo C41  | Ferrari 065/6 1.6 V6 t     | БАХ 11   | ЕМІ 13   | ПОР Схід | ІСП 12   | МОН 11   | АЗЕ 10   | ФРА 17   | ШТИ 11   | АВТ 15   | ВЕЛ 15   | УГО 10   | БЕЛ 18   | НІД Т    | ІТА      | РОС 8    | ТУР 12   | США 13   | МЕХ 8    | САП 12 | КАТ 14   | САУ 15   | АБУ Схід | 16    | 10   |

† Не фінішував на гран-прі, але був класифікований, оскільки подолав понад 90 % дистанції
* Сезон триває

### Рекорди та здобутки у Формулі-1
- У сезонах 2005 та 2008 років повторив рекорд Міхаеля Шумахера 2004 року, встановивши 10 найшвидших перегонових кіл за сезон[339];
- Утримує друге місце за загальною кількістю швидких кіл — 46[340];
- У 2008 році Кімі здобув шість поспіль найшвидших перегонових кіл (в Іспанії, Туреччині, Монако, Канаді, Франції та Британії), повторивши рекорд Альберто Аскарі за кількістю найшвидших кіл поспіль за один сезон[220];
- Став першим після Найджела Мансела пілотом, який виграв у своєму дебюті у Ferrari і першим з часів Хуана-Мануеля Фанхіо (1956), хто здобув великий шолом (поул-позиція, найшвидше коло та перемога в одному гран-прі)[220];
- На Гран-прі Китаю 2007 року Ряйкконен здобув для Феррарі 200-ту перемогу, а також 600-й/601-й подіум (разом із товаришем по команді Феліпе Массою, який фінішував третім);
- На Гран-прі Франції 2008 року Кімі здобув для Феррарі 200-ту поул-позицію[341];
- На Гран-прі Росії 2016 року Ряйкконен здобув 700-й подіум для Феррарі як виробника та 695-й подіум як команди[220];
- Ряйкконен став третім пілотом Ferrari (після Хуана-Мануеля Фанхіо та Джоді Шектера), який став чемпіоном світу в перший рік з командою[220];
- Ряйкконен став третім фінським пілотом, який виграв чемпіонат світу (після Кеке Розберга та Міки Гаккінена). Він також став найуспішнішим фінським пілотом Формули-1 за кількістю очок, подіумів, найшвидших кіл та перемог у гран-прі[312];
- Утримує рекорд за найбільшу кількість виграних гран-прі у дебютному році з Ferrari (6); попередній рекорд (5) встановив Ален Прост у 1990 році[220];
- Утримує рекорд за найбільшу кількість 2-х та 3-х місць разом узятих (82)[342];
- Утримує рекорд за найбільшу кількість найшвидших кіл (6) на трасі Альберт-парк в Австралії (2002, 2003, 2006, 2007, 2013 та 2017)[343];
- Утримує рекорд за найбільший розрив між двома поул-позиціями: 129 стартів між його поулами на Гран-прі Франції 2008 року та Гран-прі Монако у 2017 році;
- На Гран-прі Італії 2018 року Ряйкконен встановив найшвидше коло за всю історію Формули-1. Коло на трасі у Монці він проїхав за 1 хв 19,119 секунди, середня швидкість становила 263,587 км/год[344]. Цей рекорд побив Льюїс Гамільтон на Гран-прі Італії 2020 року[345]. Кваліфікаційне коло було завершене за 1 хв 18,887 секунди, середня швидкість — 264,362 км/год;
- Утримує рекорд за розривом між перемогами у Гран-прі (113): після перемоги 2013 року на Гран-прі Австралії наступного разу виграв 2018 року на Гран-прі Сполучених Штатів[313];
- Утримує рекорд за розривом між першою та останньою перемогою в кар'єрі (5969 днів): після перемоги на Гран-прі Малайзії 2003 року виграв Гран-прі Сполучених Штатів 2018 року[346];
- Утримує рекорд за кількістю проведених гонок у Формулі-1 за всю її історію[323].